# Automobilový průmysl

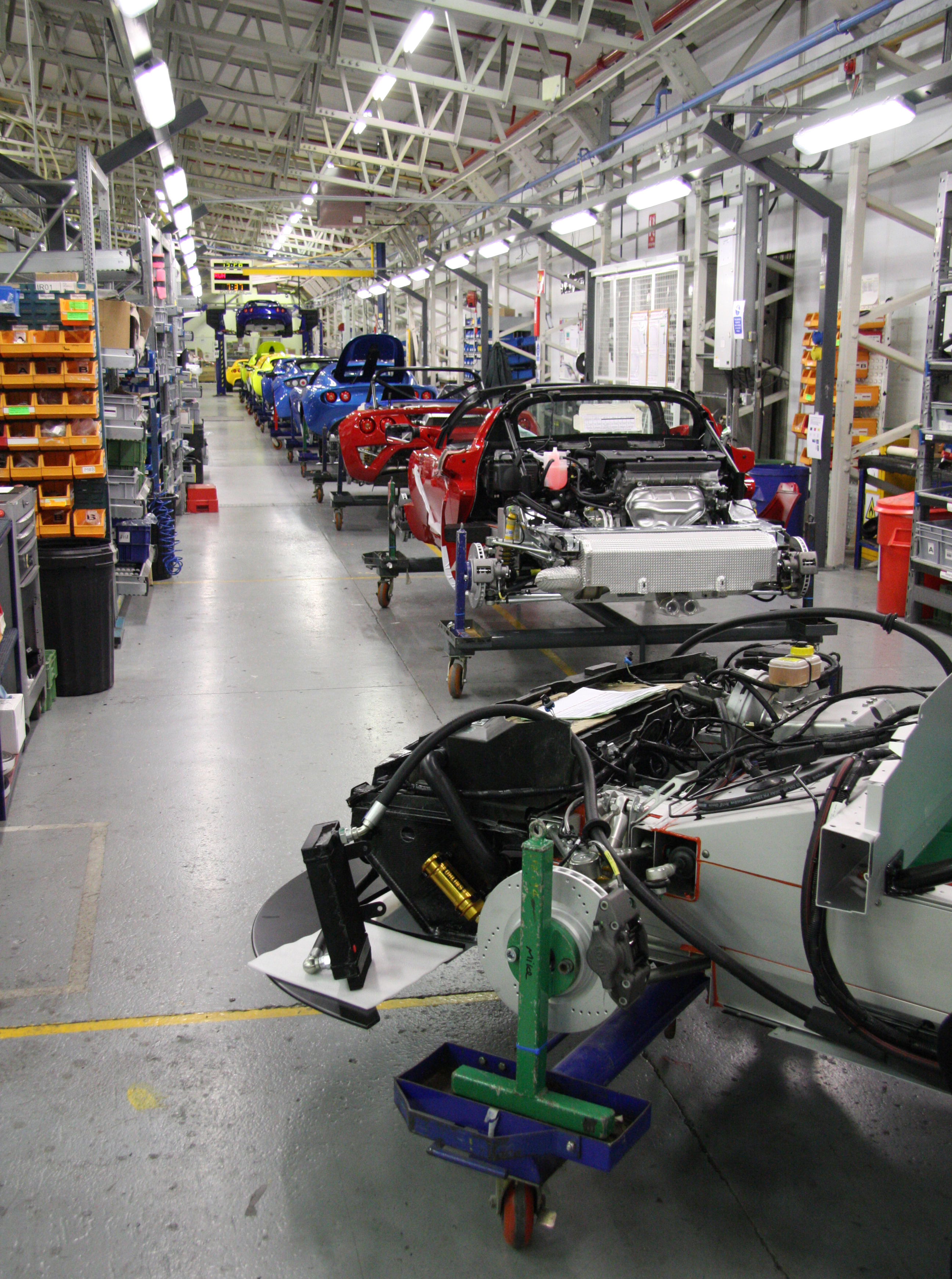
Montážní linka automobilky Lotus

Automobilový průmysl je strojírenské průmyslové odvětví, které se zabývá vývojem, výrobou, marketingem a prodejem motorových vozidel. Jmenovitě do tohoto odvětví patří všechny automobilky, ale také jejich subdodavatelé. Největší světovou automobilkou je Toyota (podle tržeb i počtu prodaných vozů), která na pomyslném trůnu vystřídala General Motors v roce 2008 (po 27 letech). Největším subdodavatelem je německý strojírenský gigant Bosch, který má obchodní vztahy v podstatě se všemi světovými automobilkami. Automobilový průmysl úzce souvisí také se strojírenským, elektrotechnickým a chemickým průmyslem. Je na něm také z velké části závislý těžební a hutnický průmysl. V roce 2010 bylo ve světě vyrobeno téměř 78 milionů motorových vozidel, což je oproti předchozímu roku nárůst o 25,8 %. Celosvětově je v provozu přes 1 mld. automobilů. Obrovský vzestup motorizace zažívá zejména Čína a Indie.

## Zaměstnanost

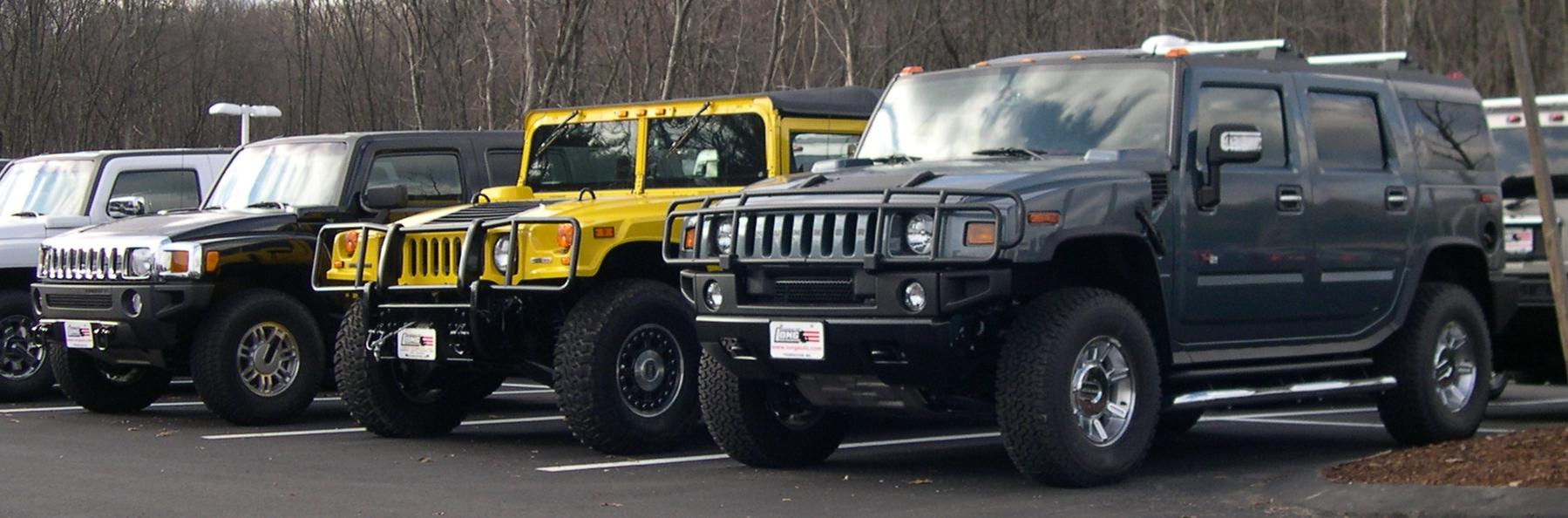
Jako na houpačce: americká automobilka Hummer z koncernu GM prožila na začátku nového tisíciletí obrovský vzestup, po kterém následoval ještě větší pád a Hummer se ocitl před zánikem. Po bankrotu GM vzhledem k strmě klesajícím prodejům bylo rozhodnuto o zrušení automobilky Hummer. Poslední vůz Hummer H3 sjel z výrobní linky 24. května 2010.

Celosvětově automobilový průmysl přímo zaměstnává minimálně 8,5 mil. lidí. Na výrobu dopravních prostředků jsou ale navázána další odvětví průmyslu, která jsou na autoprůmyslu více či méně závislá.
Státy s největším počtem zaměstnanců v automobilovém průmyslu (absolutně):
| Pořadí | Stát     | Zaměstnanců |
| ------ | -------- | ----------- |
| 1.     | Čína     | 1 605 000   |
| 2.     | USA      | 954 210     |
| 3.     | Německo  | 773 217     |
| 4.     | Rusko    | 755 000     |
| 5.     | Japonsko | 725 000     |

## Trendy

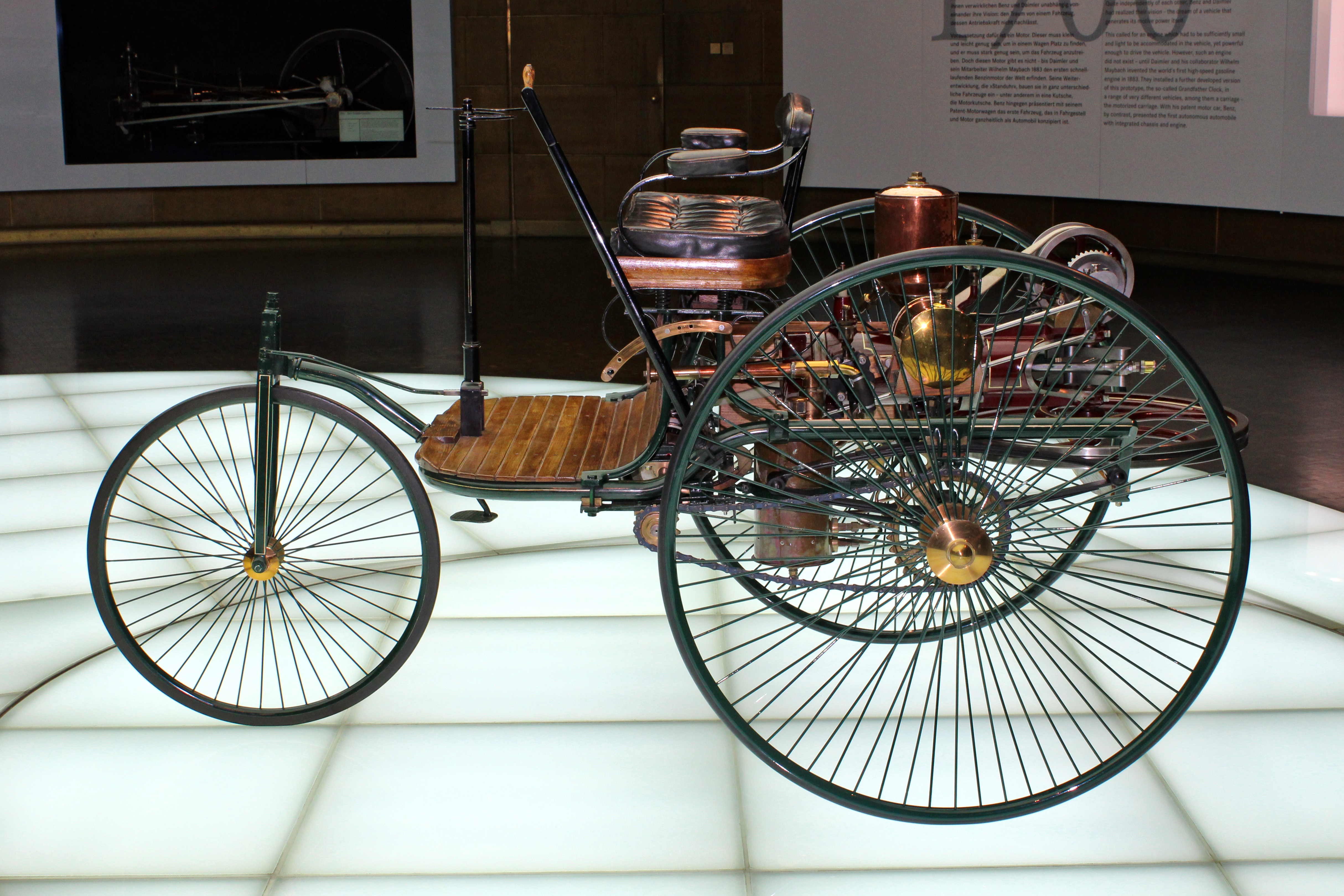
Replika vozu Benz, patentovaného v roce 1886

Výroba automobilů a jiných motorových vozidel prošla od roku 1885, kdy Karl Benz vyrobil svůj první automobil, bouřlivým vývojem. Od ruční výroby se přešlo díky Henry Fordovi k masové produkci. V mnoha průmyslově vyspělých zemích (v USA, Japonsku, Německu, Jižní Koreji) je automobilový průmysl nejdůležitějším odvětvím celého tamního průmyslu.
Automobily jsou s námi již přes 100 let a bezpochyby jsou i módními a elegantními doplňky každodenního života. Stejně tak jako domy či oblečení, tak i automobily za posledních 100 let respektovaly mnohé módní trendy. Ty se pak diametrálně odlišovaly dle kontinentů (patrné je to zejm. na vozech z Evropy vs. USA), vzniklo mnoho designérských studií, které byly zaměřeny jen na vzhled a přilákání pozornosti, jejich šance na sériovou výrobu však byla mizivá.

### Počátky automobilového průmyslu
Počátky automobilového průmyslu lze hledat již v roce 1769, kdy Nicolas Joseph Cugnot sestrojil první silniční parovůz. Počátek 19. století byl stále doménou parních strojů, které se postupně zlepšovaly a zrychlovaly. Roku 1836 německý konstruktér Brackenburg zkonstruoval první auto s výbušným motorem. Motor spaloval vodík s čistým kyslíkem. Vůz však neměl žádné významné výhody. Byl nebezpečnější a jeho provoz výrazně náročnější, a tak se neprosadil. V roce 1862 Francouz Alphonse Beau de Rochas vymyslel čtyřdobý spalovací motor. Nepostavil ho, ale nechal si jej patentovat. Až Nicolaus August Otto uvedl do pohybu první spalovací motor na světě. Roku 1886 postavili nezávisle na sobě Karl Benz a také Wilhelm Maybach s Gottliebem Daimlerem první automobily poháněné benzínovým motorem.
V roce 1892 získal německý inženýr Rudolf Diesel patent na vznětový motor, který roku 1897 také jako první na světě postavil. Nejprve se tento motor užíval ve strojírenských podnicích jako stacionární motor pro pohon strojů, později po zlepšení (zejména odlehčení) se začal používat také k pohonu automobilů.
Prvním automobilem zkonstruovaným na území Česka byl v roce 1897 Präsident (na počest prezidenta rakouského autoklubu) postavený v Kopřivnické továrně pro výrobu a prodej kolejových vozidel (Nesselsdorfer wagenbaufabriksgesellschaft). V roce 1898 jej následoval také první nákladní automobil.

### 20. století

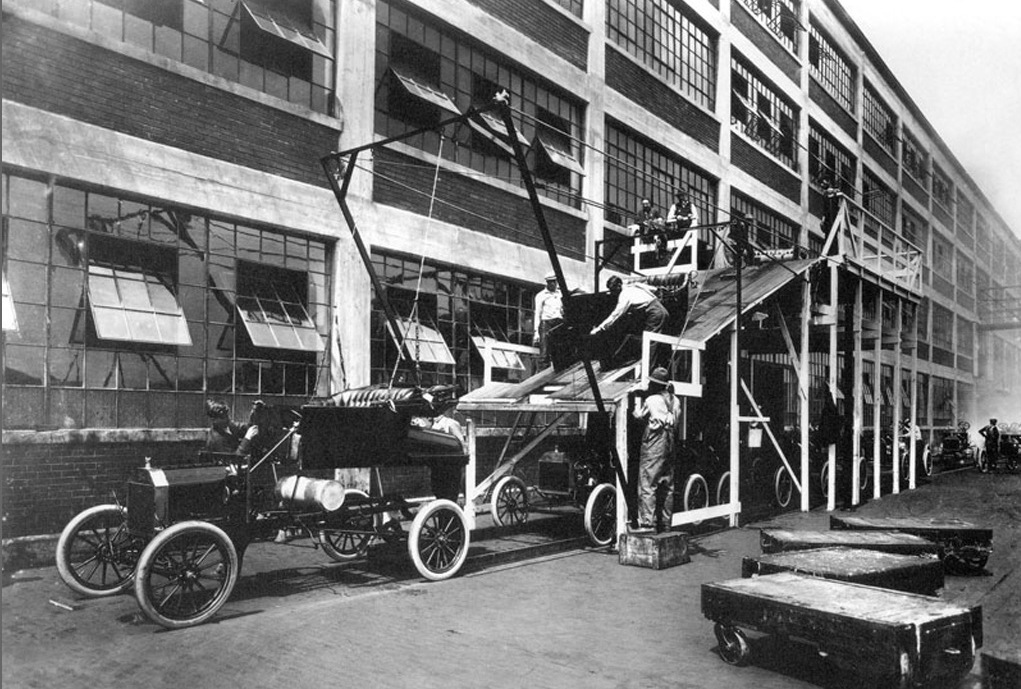
Kompletace Fordu T - dosazení karoserie na podvozek s motorem

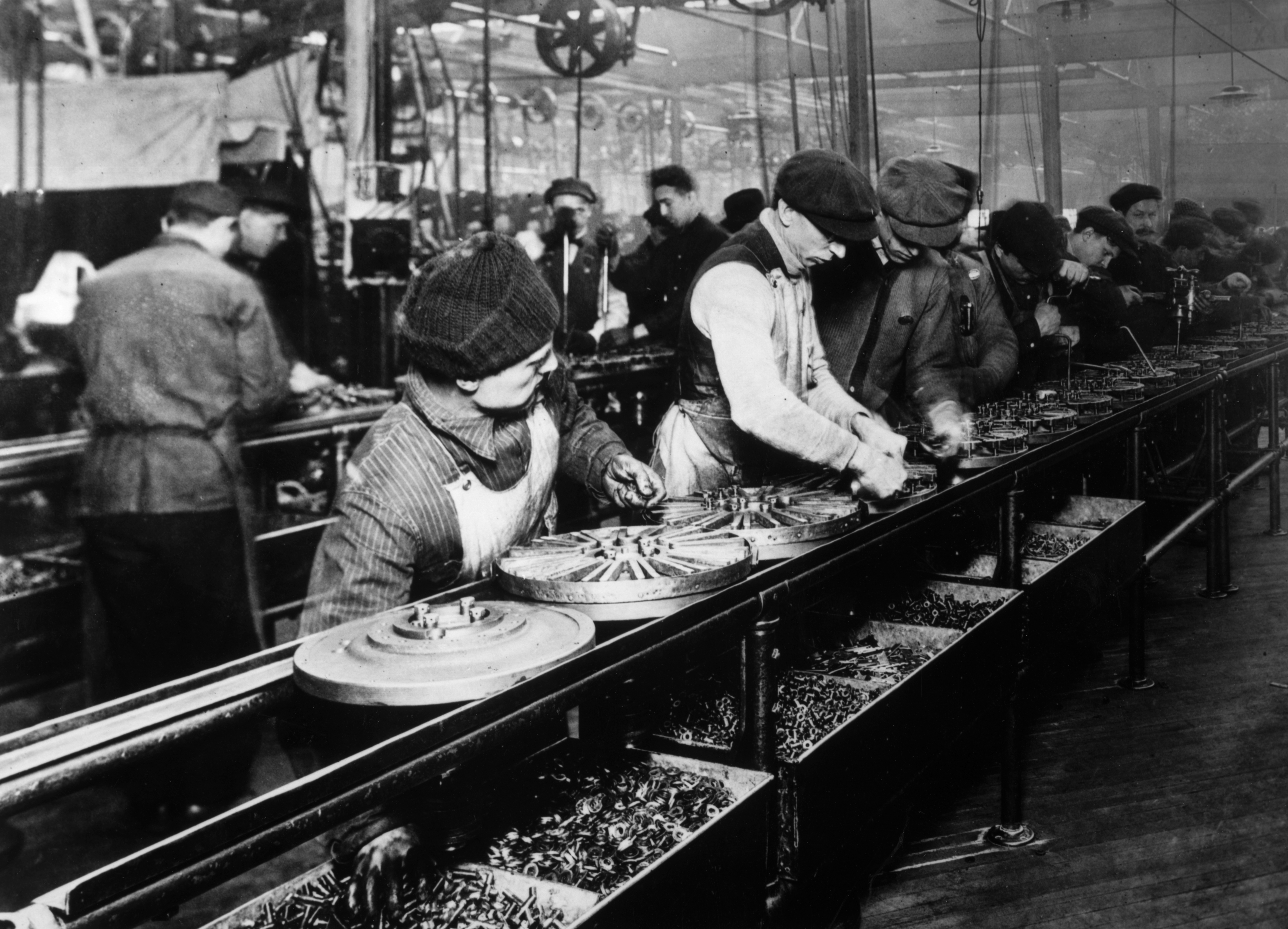
Pásová výrobní linka Fordu roku 1913

Dalším důležitým milníkem je bezpochyby zavedení sériové výroby, která zlevnila a standardizovala výrobu. Tento výrobní postup, kdy se pohybuje výrobek na výrobním pásu a každý pracovník dělá pouze jeden úkon, zavedl Henry Ford roku 1913. Touto metodou bylo možné masové rozšíření automobilů. Modelu Ford T se v letech 1908–1927 prodalo přes 16,5 milionu kusů. Tento princip se následně přenesl do Evropy. V Česku se začal záhy používat v Baťových závodech, v automobilovém průmyslu pak poprvé u Škody.

### Meziválečné období

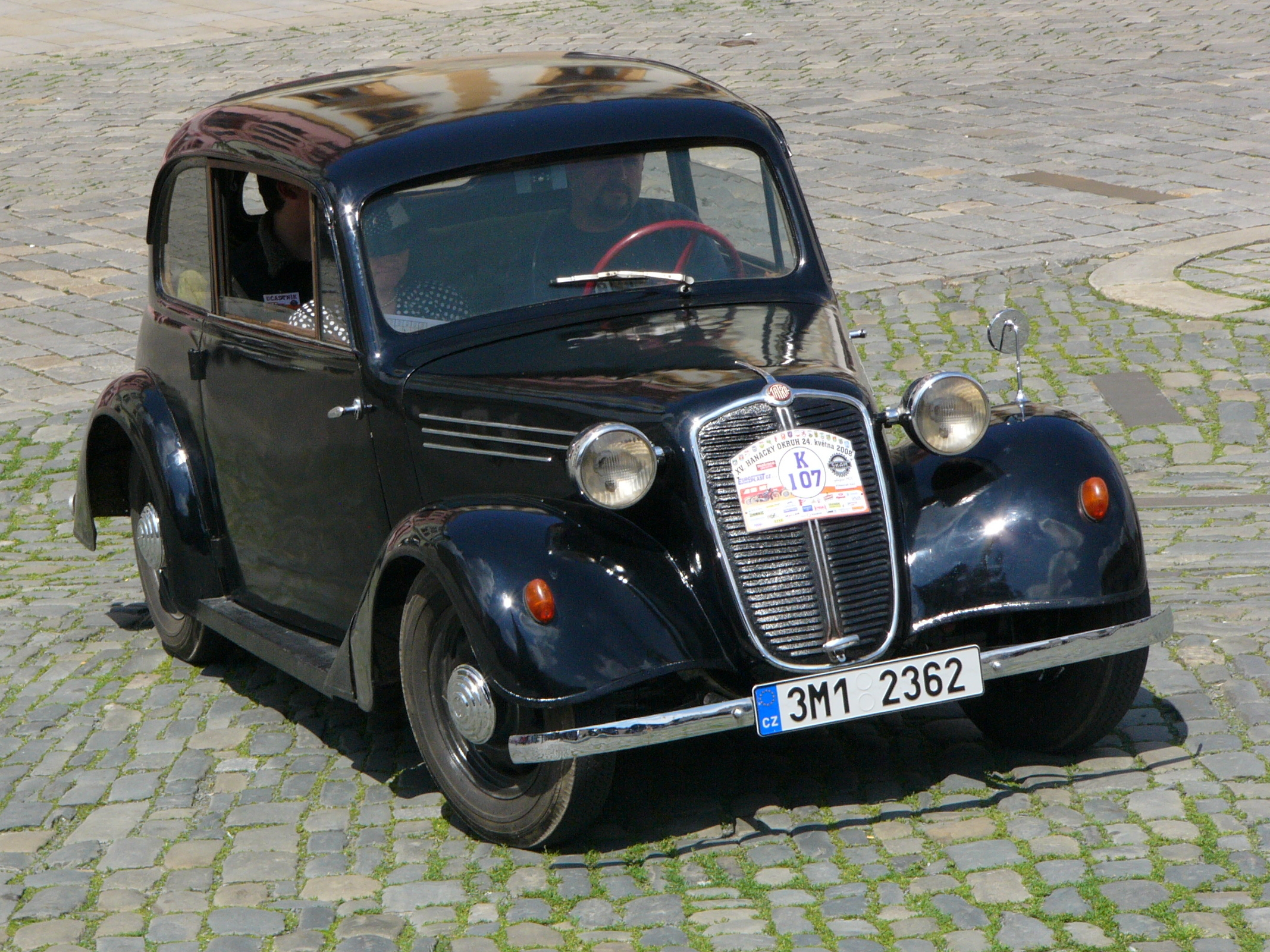
Tatra 57 B z roku 1942

Ve 20. letech se vývoj spalovacího motoru velmi zrychlil a automobily se i nadále rychle zdokonalovaly. Ještě v roce 1919 bylo 90% prodaných vozů otevřených, v roce 1929 již
bylo 90% uzavřených. Roku 1930 na automobilový průmysl dopadla Velká hospodářská krize, která celé automobilové odvětví sužovala až do konce druhé světové války. Během této doby však zaniklo mnoho automobilových výrobců, jiné automobilky se spojily.
Ve 30. letech byly již v podstatě vynalezeny téměř všechny dnešní mechanické technologie, i když některé byly později znovu objeveny ve prospěch někoho jiného.

### Poválečné období
Po válce se automobilový průmysl začíná vzpamatovávat ze škod způsobených druhou světovou válkou a přeorientovává se zpět na civilní sektor. Na konci 40. let je v podstatě ustaven dnešní design a koncepce vozidel.
Na začátku 50. let se v Evropě projevuje velký zájem o malé levné vozy. Typickými zástupci tehdejší doby je Lloyd 300 či BMW Isetta. Nejmenším sériově vyráběným automobilem je dodnes britský Peel P50, který se vyráběl od roku 1962 do roku 1965 na ostrově Man. Jeho prodejní cena byla 199 liber.
Roku 1956 se u některých aut (např. Citroën či Triumph) začínají montovat kotoučové brzdy namísto bubnových. Poprvé však byla kotoučová brzda použita již roku 1906.

### 60. a 70. léta

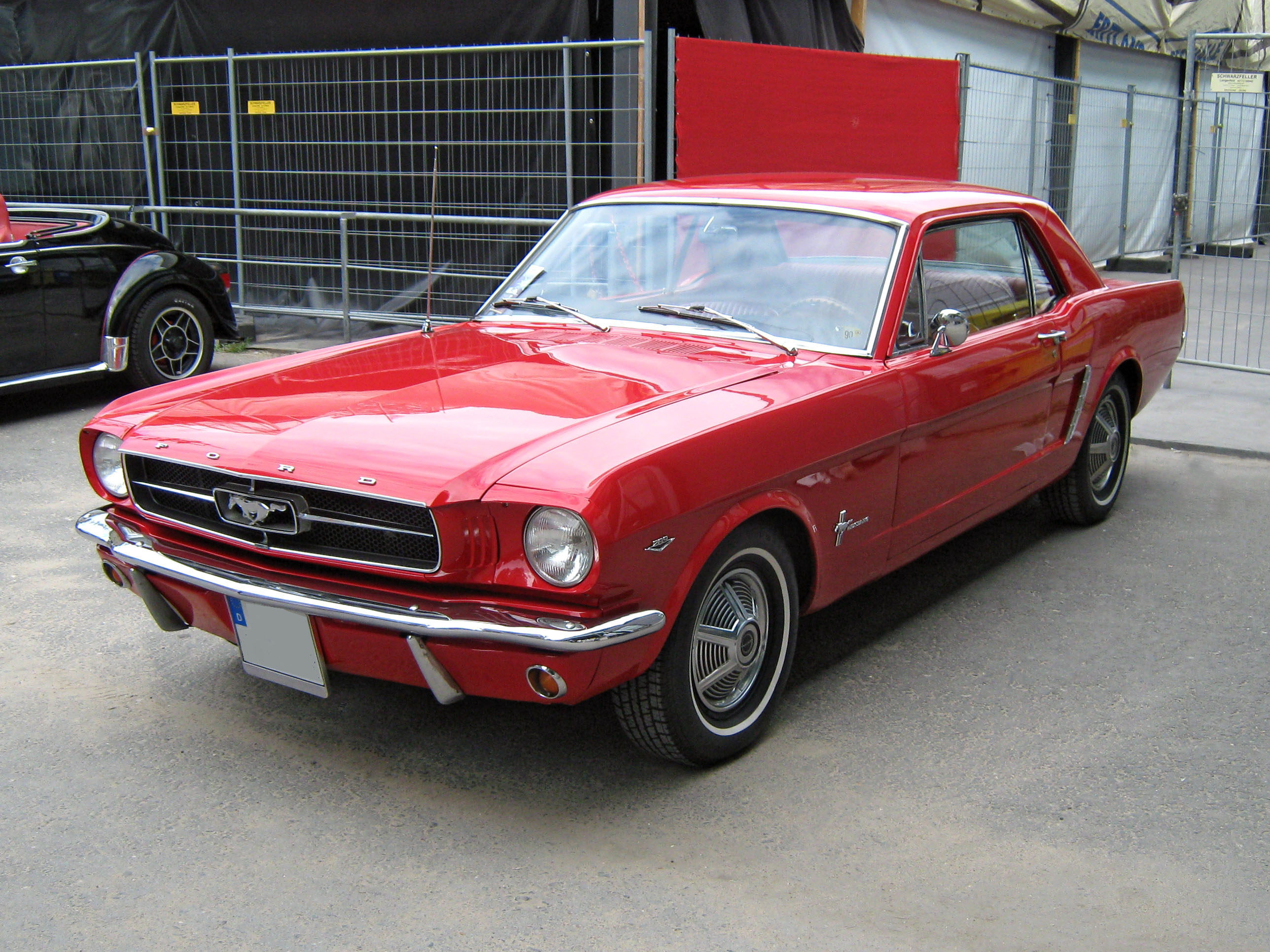
Ford Mustang (1965)

Na počátku 60. let se v USA staly populárními tzv. muscle cars - výkonná auta s pohonem zadních kol a obvykle motorem V8, stvořená pro legální i pouliční závody. Ford tak roku 1964 představil legendární Ford Mustang, Chevrolet vypustil do konkurenčního boje Chevrolet Camaro a následovaly je další auta jako například Dodge Charger. Všechno se změnilo v roce 1973 s příchodem ropné krize. Najednou auta, která polykala desítky litrů benzínu na 100 km se dostala do pozadí zájmu a éra masivního ničení pneumatik rychle skončila. A s ní také tato auta. Do středu zájmu se pak Ford Mustang vrátil až v roce 2005, kdy byla představena 5. generace v moderním retro stylu a opět jej následovala konkurence.
V oblasti technologií pak nalezlo široké uplatnění nezávislé zavěšení kol a vstřikování paliva, později pak řízené elektronikou. Na přelomu 60. a 70. let se začínají masivně používat plastové materiály, které nahrazují dřevo, ocel a jiné materiály. Tento trend přetrvává dodnes. Roku 1974 přichází Porsche s inovací svého modelu 911 a nově je jeho motor vybaven předkompresí.

### 80. a 90. léta
80. a 90. léta byla ve znamení zvyšování výkonu a zvětšování jednotlivých modelů (dobře vidět je to např. na Volkswagenu Golf, který během 6 generací významně povyrostl ve všech směrech) a zvláště v 90. letech začala důležitější roli hrát bezpečnost. Auta začala procházet nárazovými crash-testy a Euro NCAP zavedl metodiku hodnocení, kdy bezpečnost vozidla značí hvězdičky (přičemž 5 je nejlépe). Bariérové zkoušky se vyvíjely, ale podstata zůstává stále stejná – co nejlépe ochránit řidiče při případné nehodě. Výsledné poranění posádky, resp. figuríny odpovídá určitému bodovému ohodnocení a součet ze všech bariérových zkoušek pak určitému počtu hvězdiček. Body se strhávají i za sebemenší prohřešky jako např. při odskočení západky u dveří, kvůli které přišla Škoda Fabia 2. generace o pátou hvězdičku. A právě bezpečnost dala vzniknout novým elektronickým systémům jako je ABS či ESP. Důvodem byly jednak snahy automobilek o inovativní řešení, za masovým rozšířením pak stál tlak odborné veřejnosti. Nejznámějším případem budiž nechvalné převrácení Mercedesu A při tzv. losím testu. Ten se provádí právě za účelem ověření manévrovatelnosti vozidla a simuluje vyhnutí se losu, který náhle vběhne před vůz. Mercedes po tomto selhání upravil podvozek a začal systém ESP montovat sériově. A právě příchod moderních systémů začal promlouvat i do hodnocení Euro NCAP – v roce 2009 byla změněna metodika a důležitou roli začala nově hrát ochrana chodců (testuje se již od r. 1998) a pomocné systémy. Dosáhnout maximálního počtu pěti hvězdiček je nyní obtížnější a v budoucnu budou pravidla ještě tvrdší. (Euro NCAP stanovil přechodné období, kdy budou plynule zvyšovány nároky na vůz.)
Roku 1985 se v Evropě poprvé prodávají vozidla vybavená katalyzátorem. Ten snižuje emise automobilů, avšak vyžaduje bezolovnatý benzín. V USA se tento systém používal již dříve. Téhož roku se na evropský trh dostávají také první automobily s palubním počítačem, který má přinést řidiči více informací o vozidle.

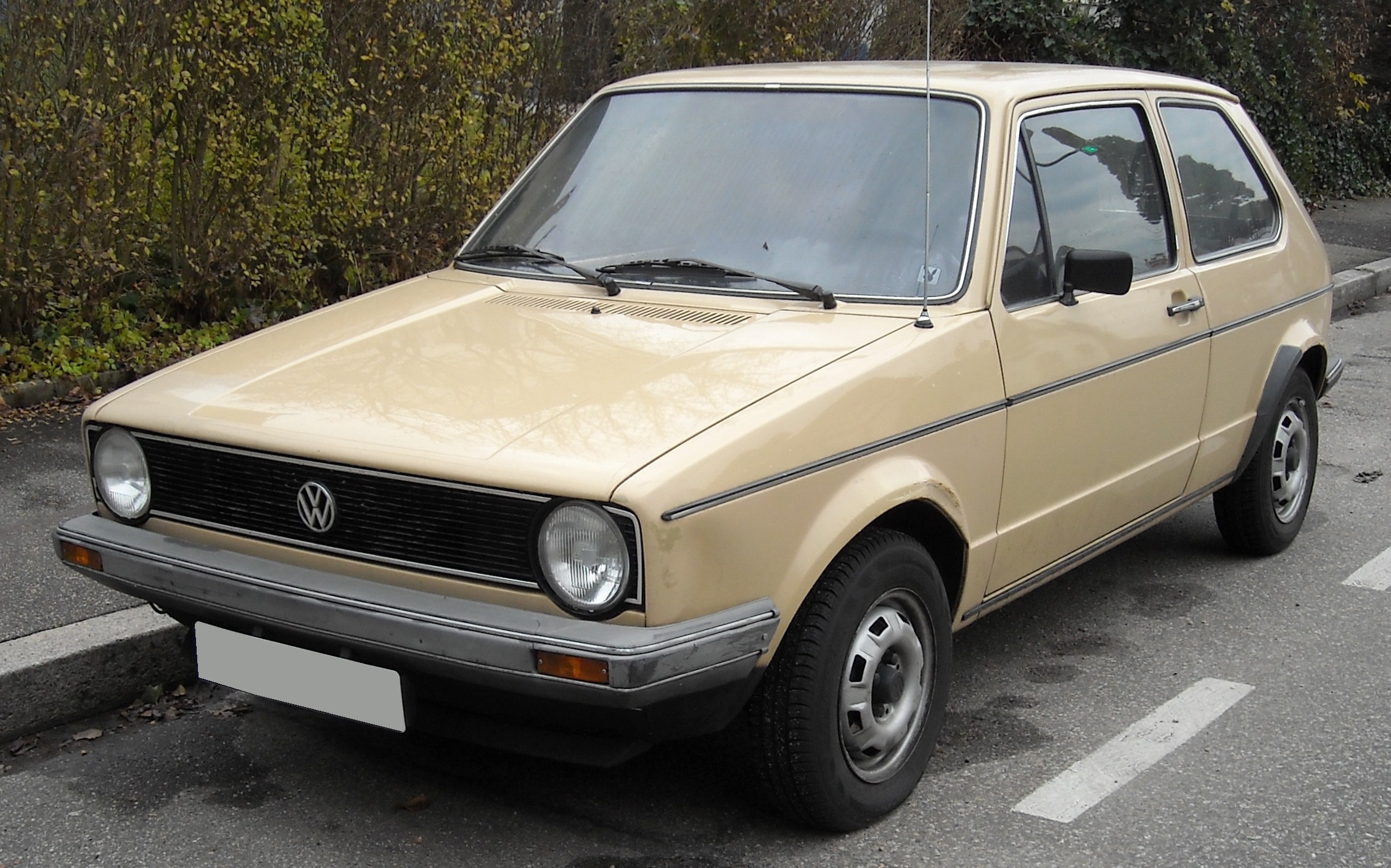
Golf I (model 1974)
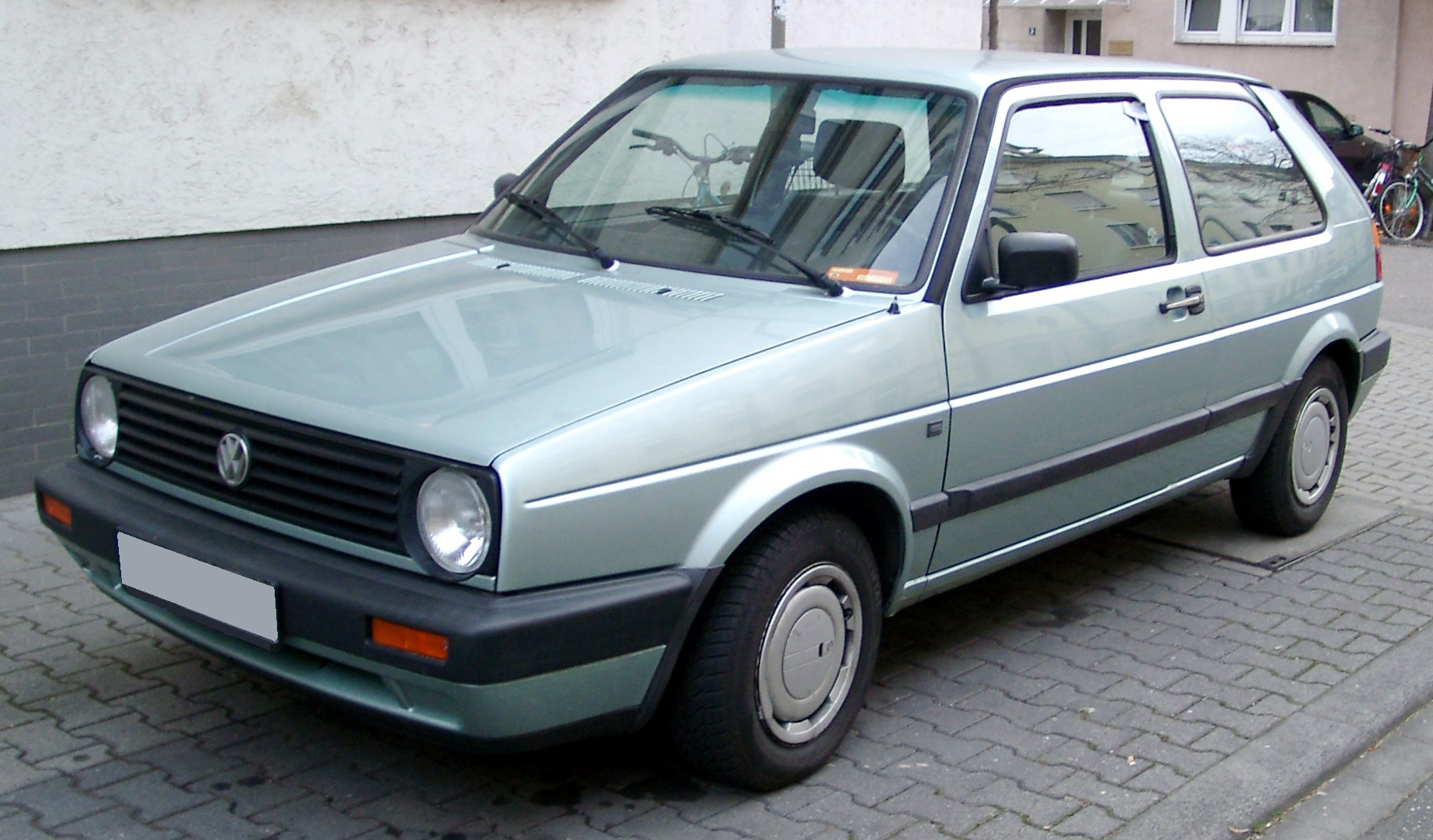
Golf II (model 1983)
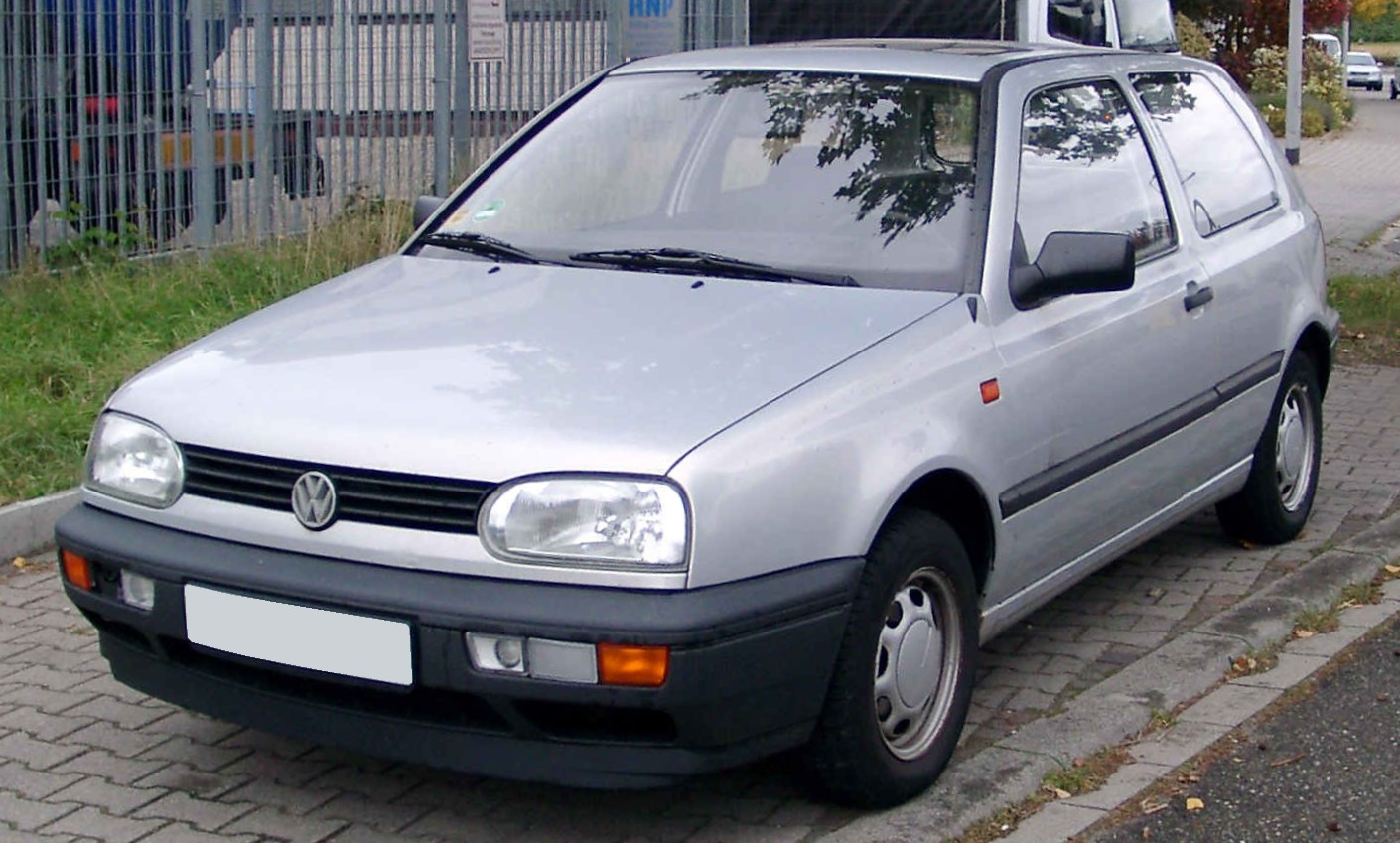
Golf III (model 1991)
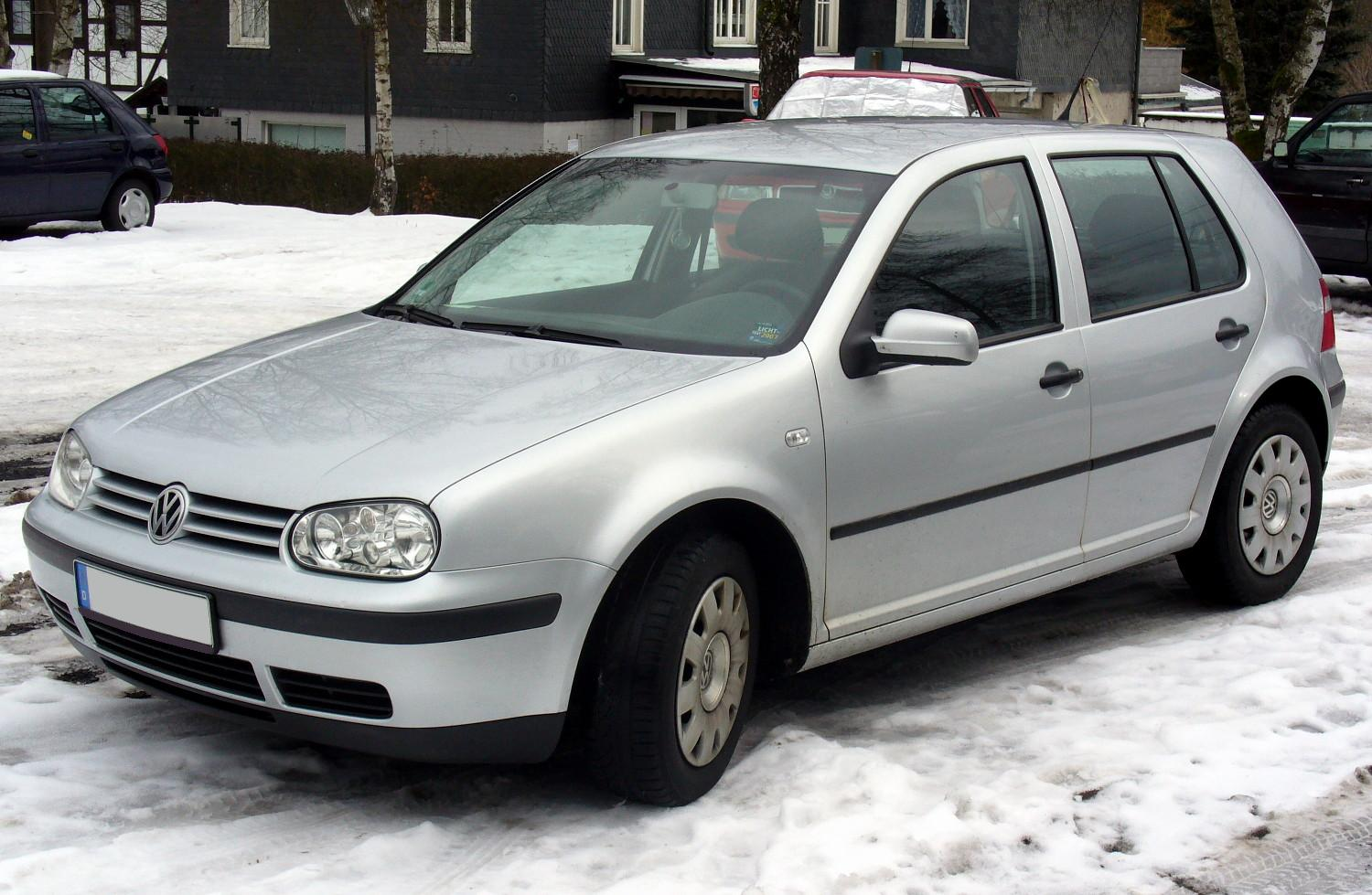
Golf IV (model 1997)
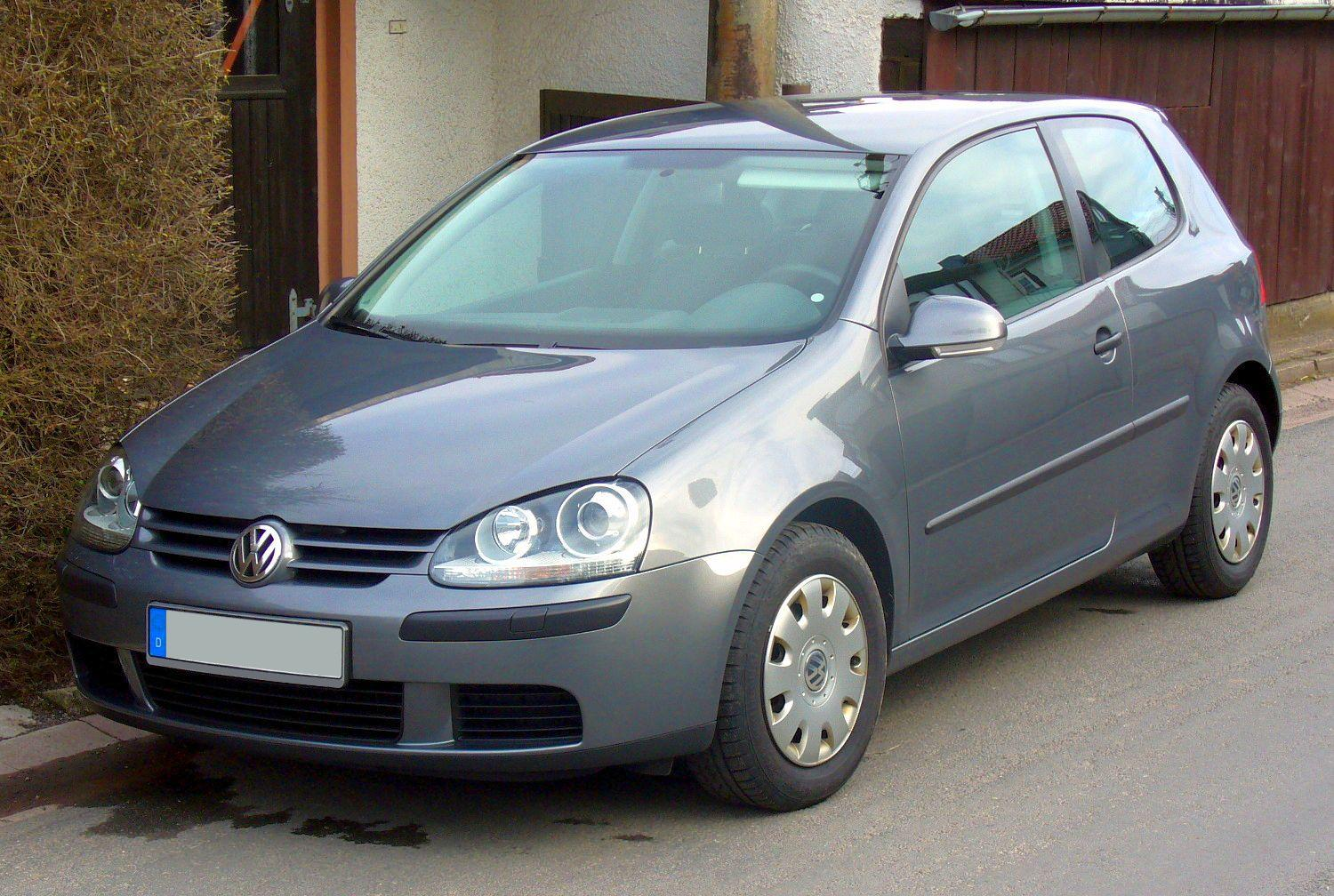
Golf V (model 2003)
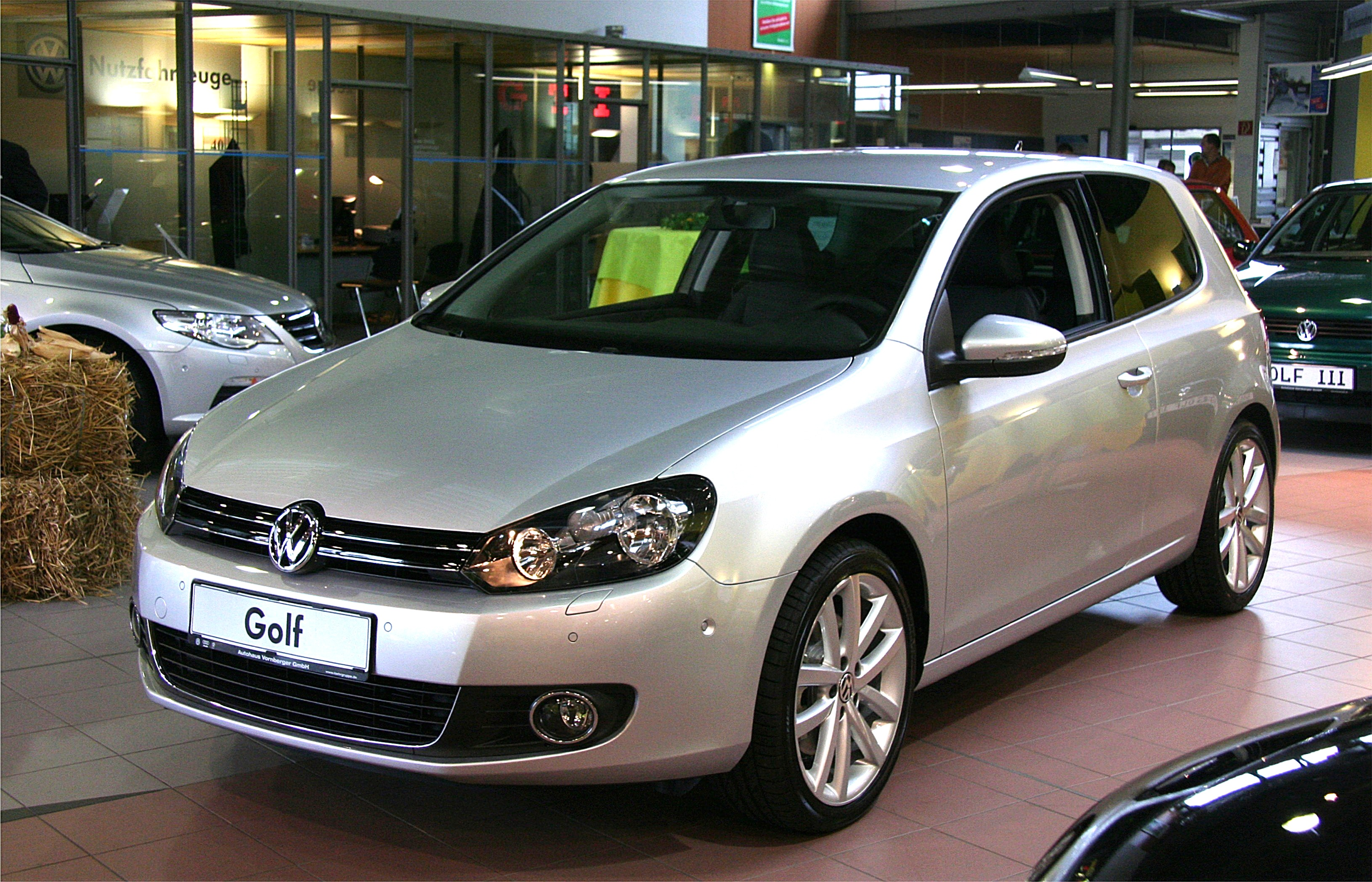
Golf VI (model 2009)

### 21. století
Do nového tisíciletí vstoupily automobilky se snahou zaplnit i tu sebemenší skulinu na trhu – vznikly tak různé karosářské varianty modelů a automobilky začaly představovat další a další modelové řady (patrné je to např. u Peugeotu, kde došlo k velkému nárůstu modelových řad nebo u BMW, které opět vstoupilo do segmentu vozidel nižší střední třídy modelem řady 1 a zároveň představilo modely X3, X5, později X6). Zajímavá je také protichůdnost posledních novinek. Na jedné straně stále menší miniautomobily do městských aglomerací jako např. Tata Nano a na druhé straně pak crossovery - např. Audi Q7. Automobilky také začaly současně vyrábět dvě generace vozidel (nejznámější je asi příklad Octavie 2. generace a Octavie 1. generace, která se prodávala dál pod označením „Tour“ současně, dále např. Peugeot 206 a 207, Opel Astra G a H, atd.). Došlo ke smíšení několika kategorií, které daly vzniknout mnoha novým segmentům (jmenujme např. dnes populární Crossovery). A v mnoha případech daly vzniknout konceptovým abstraktním vozidlům jako je Citroën Cruise Crosser. Jednotlivé segmenty se stále více prolínají a již nelze přesně stanovit hranici jako před 20 lety.

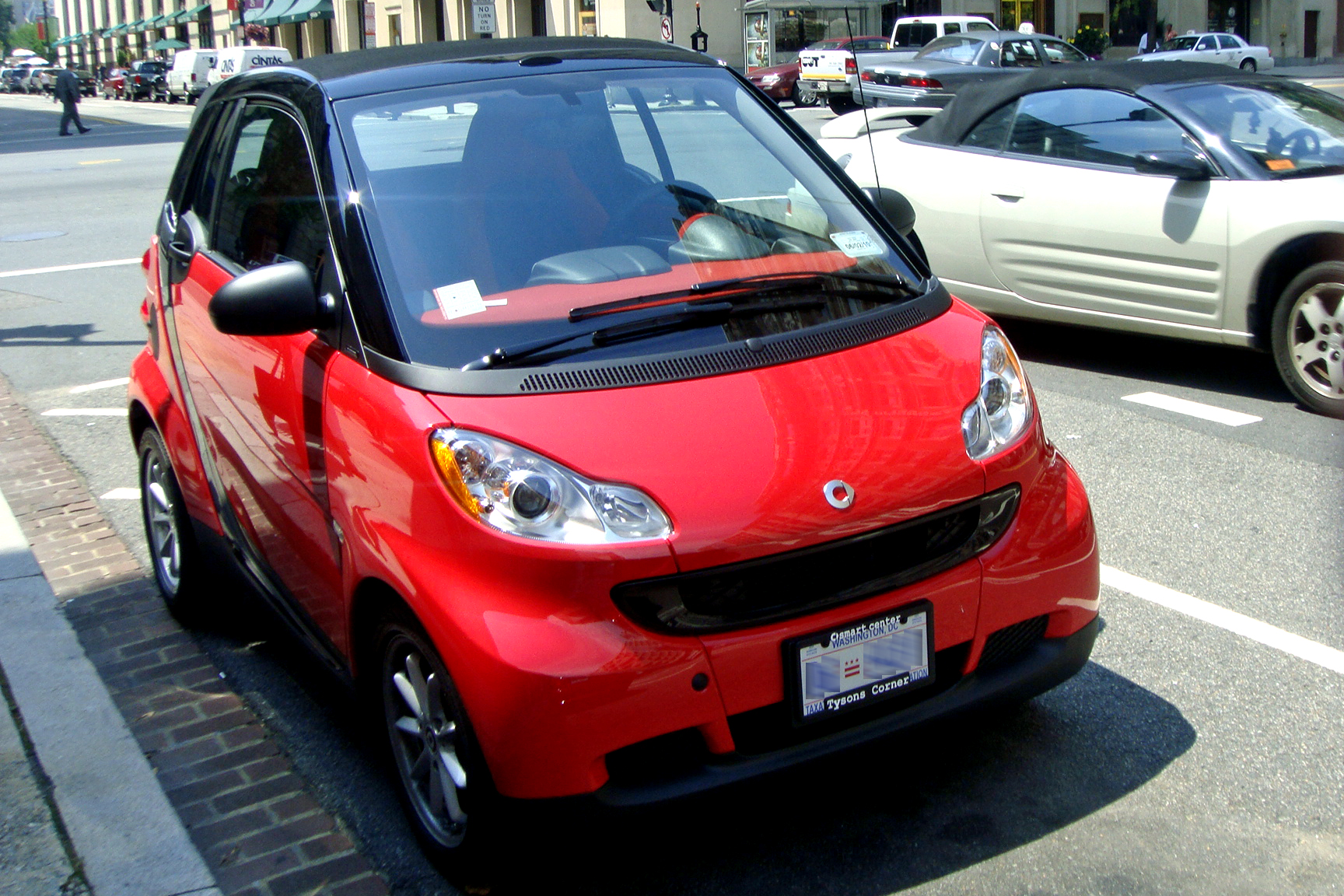
Automobily Smart ForTwo vypouští jen 88 CO_{2} g/km a kombinovaná spotřeba činí 3,3 l/100 km

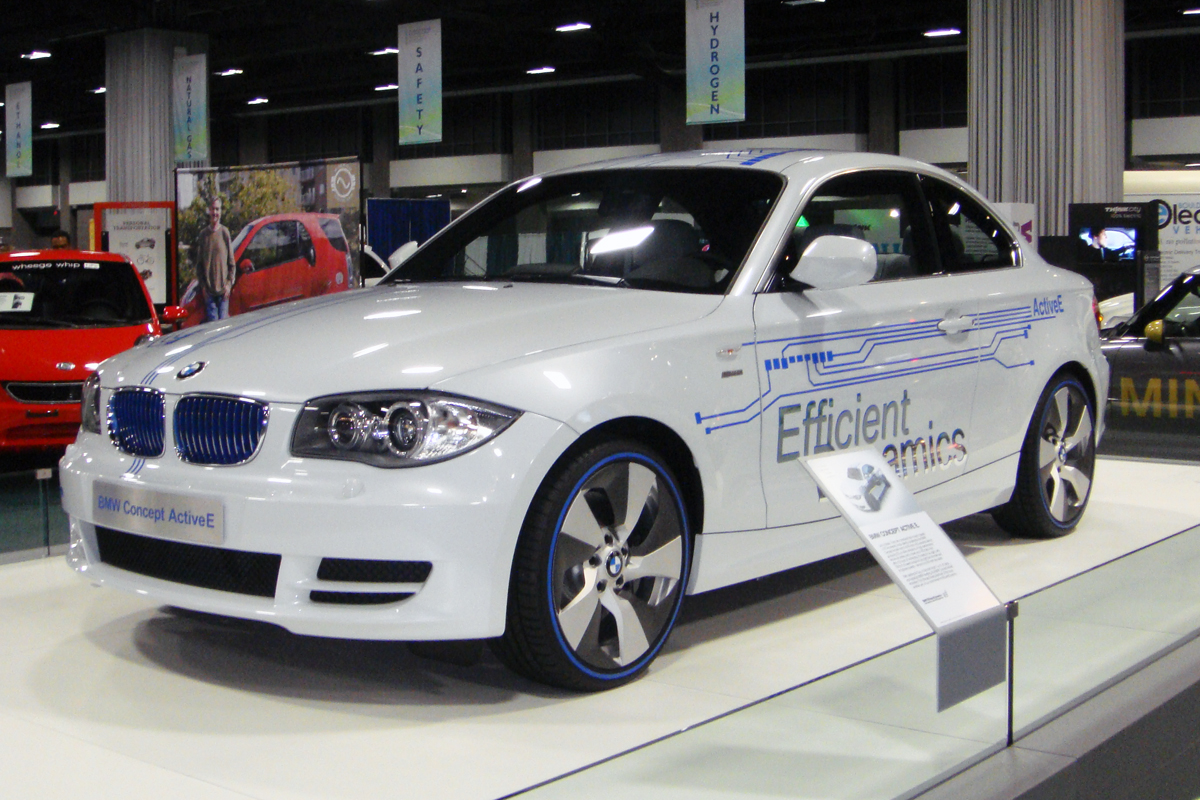
BMW Active E - koncept elektromobilu

Poslední roky jsou pak zejména ve znamení snižování spotřeby a emisí CO2. Úzce s tím také souvisí snížení hmotnosti vozidel a snižování objemů motorů. Motory jsou nově vybavovány systémy Stop-start, které mají za úkol snížit spotřebu, jsou vybavovány filtry pevných částic, které zase mají snížit množství vypuštěných sazí, je zvyšován vstřikovací tlak a optimalizováno spalování. K tomu všemu se na trh derou hybridní vozidla. Ta lze rozdělit do několika podskupin. Skupina tzv. "full-hybridů", které pohání elektromotory a v případě potřeby je doplňují spalovací motory, které buďto pohání vůz nebo vyrábí elektřinu. Dále "mild-hybridy", které mají trvale spřažen elektrický motor se spalovacím - čistě elektrický pohon je tedy nemožný. Za další podskupinu hybridů lze považovat vozidla, která používají setrvačníky či akumulátory ke krátkodobému uchování energie. Poslední kategorii tvoří vozidla na čistě elektrický pohon, která se dobíjejí ze zásuvky. Ani jedna vozidla ovšem zatím nemají z ekonomického ani ekologického hlediska příliš velký význam. Důvody jsou zejména vysoká hmotnost (daná přítomností baterií a 2 motorů), značné výrobní náklady a celková složitost vozidla. Nevýhodou je také nízký dojezd na baterie (malá kapacita akumulátorů) a problémy s jejich životností (životnost baterií je velmi omezená, obnova drahá a recyklace starých baterií zatěžuje životní prostředí). Zajímavá je také opačná situace, kdy jsou do trolejbusů zabudovávány dieselagregáty, jenž se mohou, v případě výpadku proudu či na kratší vzdálenosti, stát zdrojem elektřiny. V tomto směru jsou spíše otázkou blízké budoucnosti vozidla čistě na elektrický pohon, které zatím trpí příliš malou kapacitou akumulátorů. V Česku probíhaly pokusy s elektromobily již v dobách socialismu, k sériové výrobě však nikdy nedošlo. Ke zdánlivě úspěšnému konci dotáhla v roce 1992 svůj projekt Ela01 na bázi Škody Favorit firma ČEZ. Ovšem ani tento vůz se nedočkal rozšíření. Úspěch tedy mohl slavit až malý pickup Tatra Beta, který se vyráběl v Příboře v letech 1996–1999. Prvním sériově vyráběným českým nákladním vozidlem na elektrický pohon je počin letňanské Avie, která využívá technologie anglické firmy Smith. V roce 2010 by prodeje elektromobilů měly tvořit 250 ks z celkem 450 vyrobených Avií.

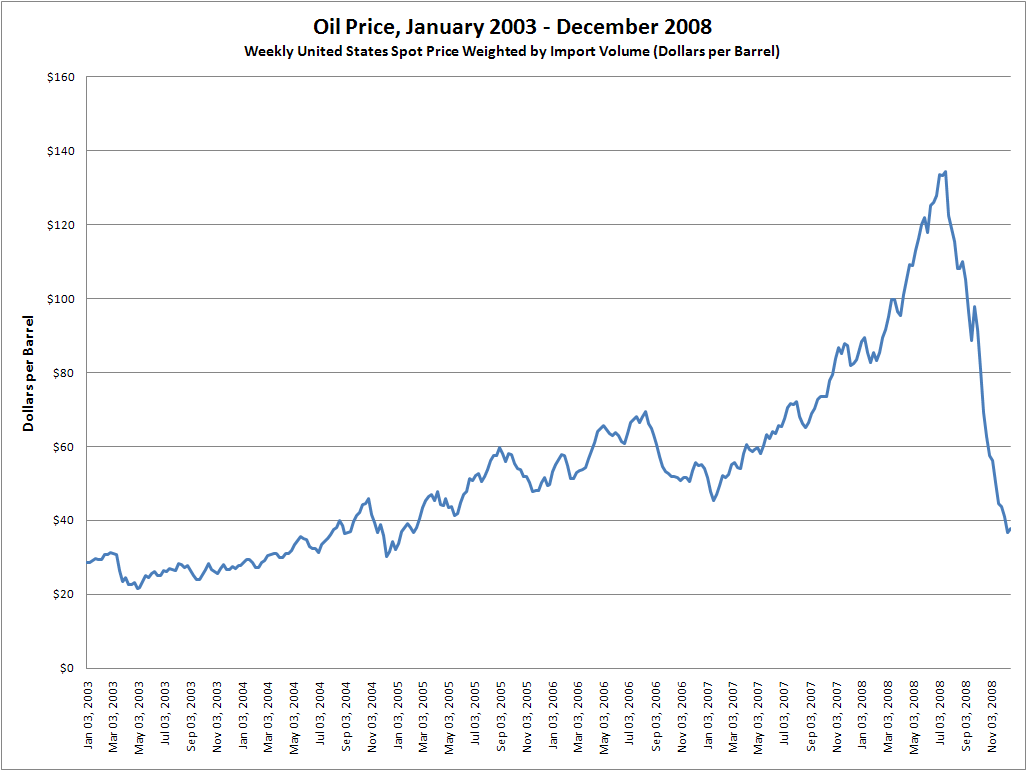
Cena ropy v letech 2003–2008

V letech 2008–2009 na automobilový průmysl těžce dopadla světová hospodářská krize. Všechny světové automobilky začaly propouštět (vyjma čínských výrobců). V Česku tomu není jinak a propouštějí takřka všichni významní zaměstnavatelé. Americké automobilky tzv. „Detroitské trojky“ – Ford, GM a Chrysler – se ocitly na pokraji bankrotu a žádaly Kongres o půjčky. Po dlouhých vyjednáváních nakonec Kongres poskytl automobilkám půjčku v hodnotě 15 miliard dolarů. Automobilka General Motors však ale nebyla schopna splácet své závazky a byla tak donucena projít řízeným bankrotem. Vláda USA zaplatila dluhy GM a získala za to 60% podíl ve firmě. V podobné situaci se ocitl i Chrysler. Tomu pomohl Fiat, který tak získal 20% Chrysleru. K zisku se "trojlístek velkých amerických automobilek" opět vrátil v roce 2010. Automobilky Detroitské trojky však nejsou v potížích osamělé – do ztrát se propadla většina světových automobilek. Kritickou situaci se některé státy snažily zachránit stimulacemi typu šrotovného, které bylo zavedeno např. v Německu či na Slovensku. Zavedení šrotovného společně s neochotou firem utrácet zapříčinilo, že se na výsluní v posledních dvou letech dostaly malé levné automobily. Ty podpořilo i zavedení omezení vjezdu do center evropských měst, které má za úkol zlepšit ovzduší v metropolích tím, že ze svých center „vyženou“ zastaralá neekologická auta. Není proto divu, že se automobilky snaží dostat na trh nová malá auta (jmenujme např. koncepty VW či BMW).
Dnes je již kladen důraz nejen na ekologický provoz vozidel, ale také na ekologickou výrobu samotných vozů a na jejich recyklovatelnost. Proto jsou jednak továrny přísně kontrolovány (množství vypouštěných zplodin do ovzduší, znečištění vodních toků a půdy či sledování produkce odpadu a jeho třídění) a také regulovány (emisní povolenky a další poplatky). A jednak existuje legislativní podpora (např. Norsko, Nizozemí) elektromobilů, které méně zatěžují životní prostředí snížením emisí znečišťujících látek vypouštěných do ovzduší, snížením hlukové zátěže, snížením emisí skleníkových plynů a snížením spotřeby fosilních paliv. V České republice má prodej elektromobilů stále nízký podíl - 0,27 %. Přesto se stále rozšiřuje síť nabíjecích stanic, čímž se snižuje problém omezeného dojezdu některých elektromobilů. V současnosti je v ČR podle databáze MPO 131 veřejných stanic, ale celkem je okolo 470 stanic. Celkový počet 470 stanic zahrnuje všechny dobíjecí stanice pro elektromobily, které jsou veřejně přístupné (veřejné dobíjecí stanice) a stanice, které jsou přístupné za určitých podmínek širšímu okruhu uživatelů (např. hotely, restaurace, sportoviště). Nejsou zahrnuty však dobíjecí stanice, které jsou určeny jen pro firemní zaměstnance.
Trendem poslední doby jsou pak různé elektronické pomůcky jako je např. adaptivní tempomat, parkovací senzory, dešťové senzory, monitorování mrtvého úhlu, bezklíčkové startování, noční vidění, parkovací asistent a mnoho dalších. Bohužel tyto systémy mají mnohdy mnoho problémů se spolehlivostí, a tak ne vždy jsou vítanou součástí vozidla.

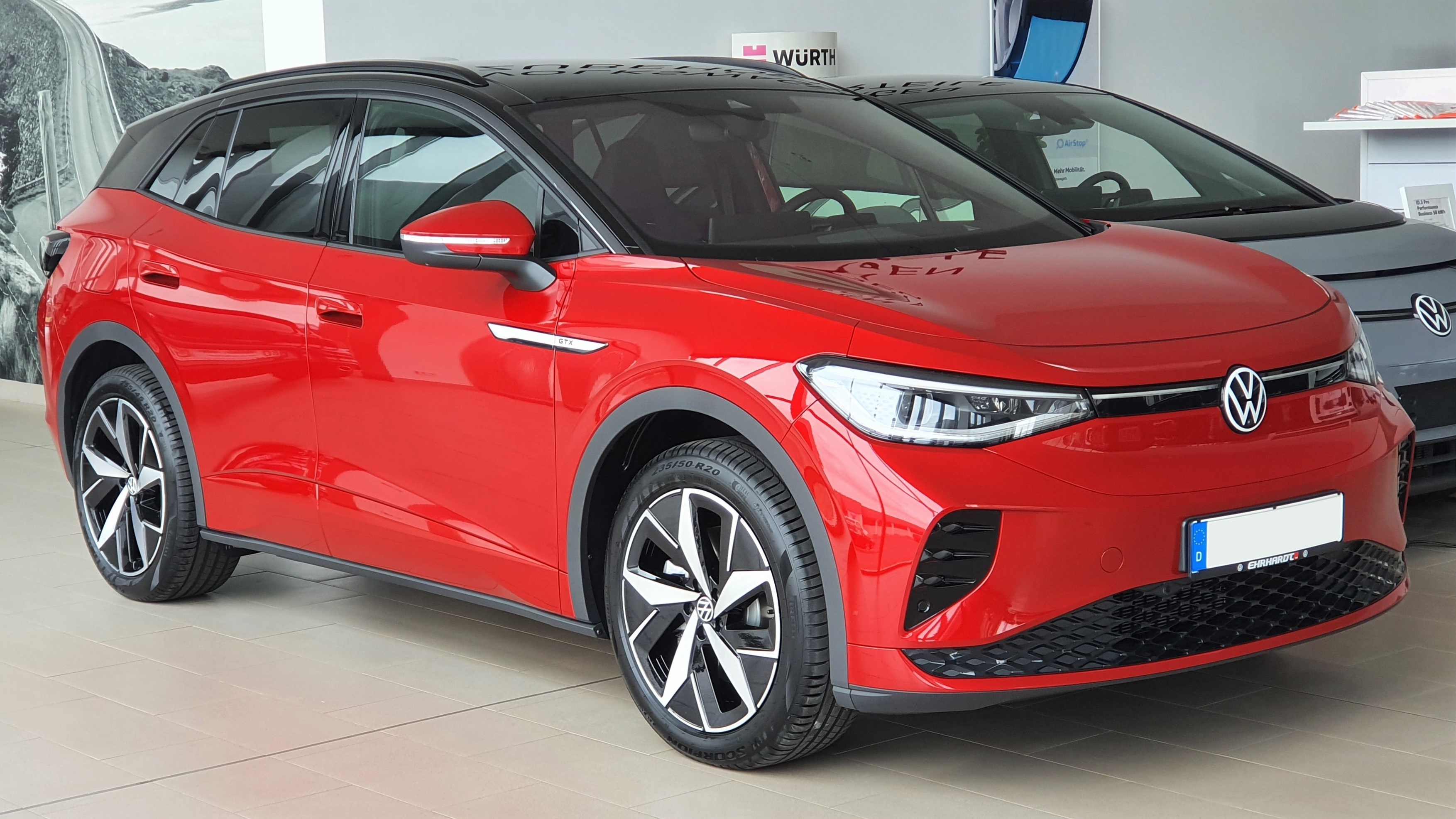
Volkswagen ID.4

Konkurenční boj žene automobilky stále kupředu. Modely jednotlivých automobilek se stále porovnávají a každý koncern se snaží být o krok napřed. Jejich výrobky testují redaktoři motoristických magazínů, jsou podrobovány odborné kritice, vedou se o nich vášnivé debaty na odborných fórech, ale i v hospodách, a v neposlední řadě jsou vnímány svými majiteli. Vznikají také mnohé ankety, které mají najít to nejlepší auto. Tou asi nejznámější a nejprestižnější je v Evropě „Auto roku“ (anglicky: Car of the Year).
V důsledku nezvládnutého přechodu na výrobu elektromobilů se automobilový průmysl v Německu ocitl v krizi. Volkswagen v roce 2024 plánoval, že poprvé ve své historii zavře výrobní závody v Německu.

## Koncerny

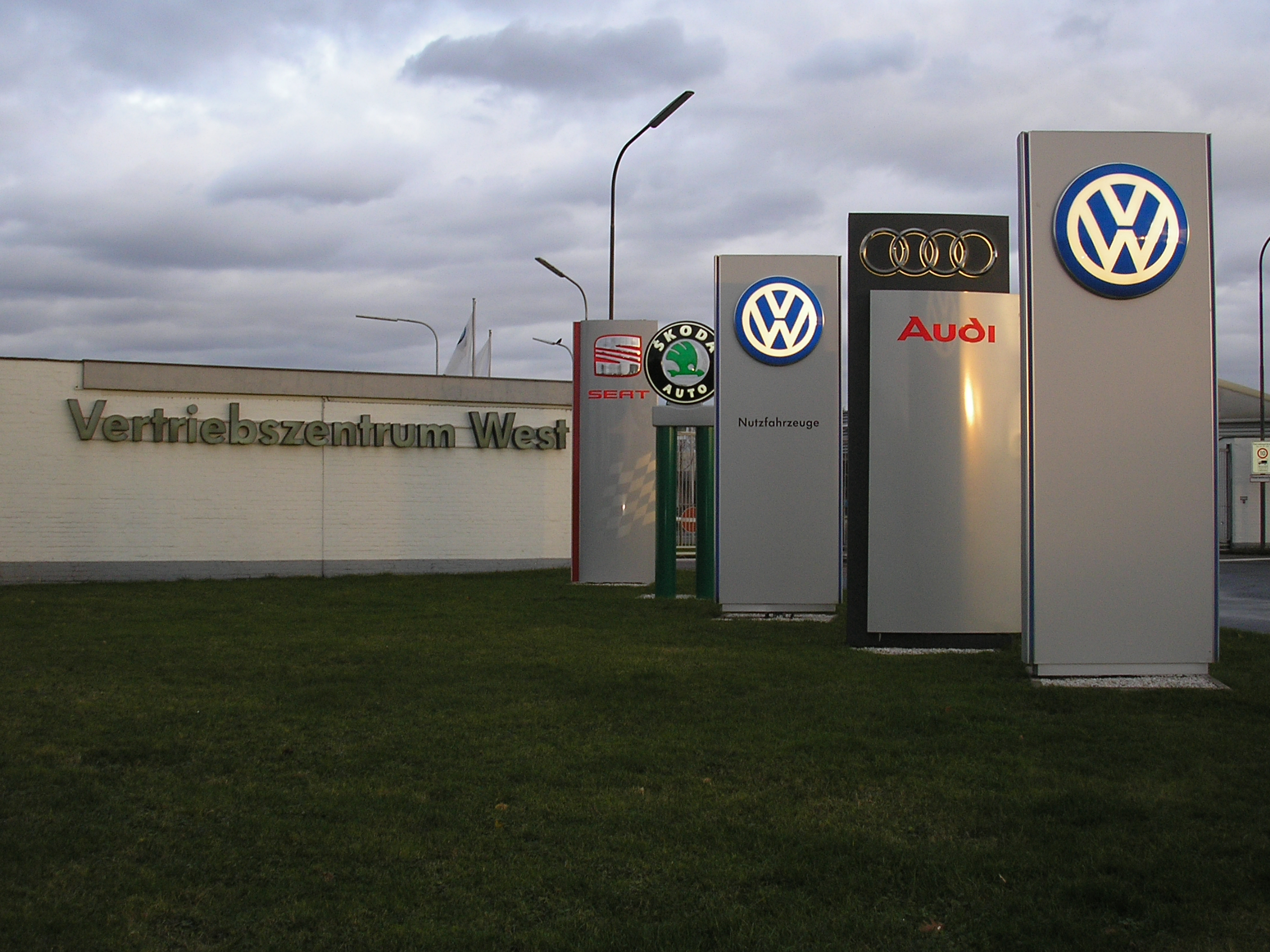
Automobilky v Česku nejznámějšího koncernu Volkswagen Group

Již od počátku automobilové produkce některé automobilky mezi sebou spolupracují nebo se dokonce spojují tak, aby dokázali lépe čelit konkurenci. A to jak společným vývojem lepších výrobků, tak rozložením vývojových (popř. i výrobních) nákladů a z toho plynoucího zvýšení zisku. Jako příklad z historie uveďme jednu z nejznámějších fúzí, kdy v roce 1932 vzniklo spojením firem Audi, DKW, Horch a Wanderer základ dnešního Audi.
Fúze a spolupráce jsou v automobilové branži na denním pořádku. Spolupráce nabývá nejrůznějších rozměrů. Spolupracuje se např.:
- pouze na některých částech vozidel (příklad: motory 1.7 CDTi (59 a 74 kW) Opelu Astra pochází od Isuzu),[57]
- na jednotlivých vozech (příklad: Volkswagen Touareg a Porsche Cayenne)[58]
- nebo na celkové paletě nabízených vozidel (příklad: Škoda Auto a Volkswagen - Škodovka sdílí motory, podvozkové platformy a další díly s VW u všech vozidel).

Naprosto běžná je i situace, kdy automobilka drží významný menšinový podíl v jiné automobilce. Mezi důležité vztahy patří:
- Ford Motor Company drží 2,1 % v automobilce Mazda.
- Dongfeng Motor Corporation je zapojen do společných podniků s několika firmami v Číně: Honda, Hyundai, Nissan, PSA Peugeot Citroen.

### Největší koncerny
Následující soupis zachycuje přehled největších koncernů vyrábějící osobní a lehké užitkové vozy a jejich značky. Vzhledem k různým akvizicím, domlouvaným partnerstvím, nákupům nemusí být přehled zcela aktuální. Zahrnuje známé značky osobních automobilů, nejedná se však o zcela kompletní souhrn všech výrobců a jejich značek.
Skupina Toyota
- Toyota
- Lexus
- Daihatsu

Volkswagen Group
- Volkswagen
- Volkswagen užitkové vozy
- Audi
- Porsche
- Škoda
- SEAT + CUPRA
- Bentley
- Lamborghini
- Bugatti
- Jetta

Aliance Renault–Nissan–Mitsubishi
- skupina Renault
  -  Renault
  -  Dacia
  -  Alpine
- skupina Nissan
  -  Nissan
  -  Infiniti
  -  Datsun
  -  Venucia
- Mitsubishi

Stellantis
- Abarth
- Alfa Romeo
- Fiat
- Lancia
- Fiat Professional
- Maserati
- Chrysler
- Jeep
- Dodge
- Ram Trucks
- Peugeot
- Citroën
- DS
- Opel
- Vauxhall

Skupina Hyundai
- Hyundai
- Kia
- Genesis

General-Motors
- Buick
- Cadillac
- Chevrolet
- GMC
- Wuling
- Baojun

Skupina Ford
- Ford
- Lincoln
- Troller

Honda
- Honda
- Acura

Suzuki
- Suzuki
- Maruti Suzuki

Daimler AG
- Mercedes-Benz
- Mercedes-AMG
- Mercedes-Maybach
- Mercedes-Benz - užitková vozidla
- Smart

skupina BMW
- BMW
- Rolls-Royce
- Mini

SAIC
- Maxus
- Roewe
- MG

Mazda
- Mazda

Dongfeng
- Dongfeng Fengshen
- Dongfeng Fengxing

Chang'an Motors
- Chang'an
- Hafei

Geely
- Geely
- Volvo
- Lotus
- Proton

Tata Motors
- Jaguar
- Land Rover
- Daimler
- Lanchester
- Daewoo - užitková vozidla

## Automobilový průmysl v Česku

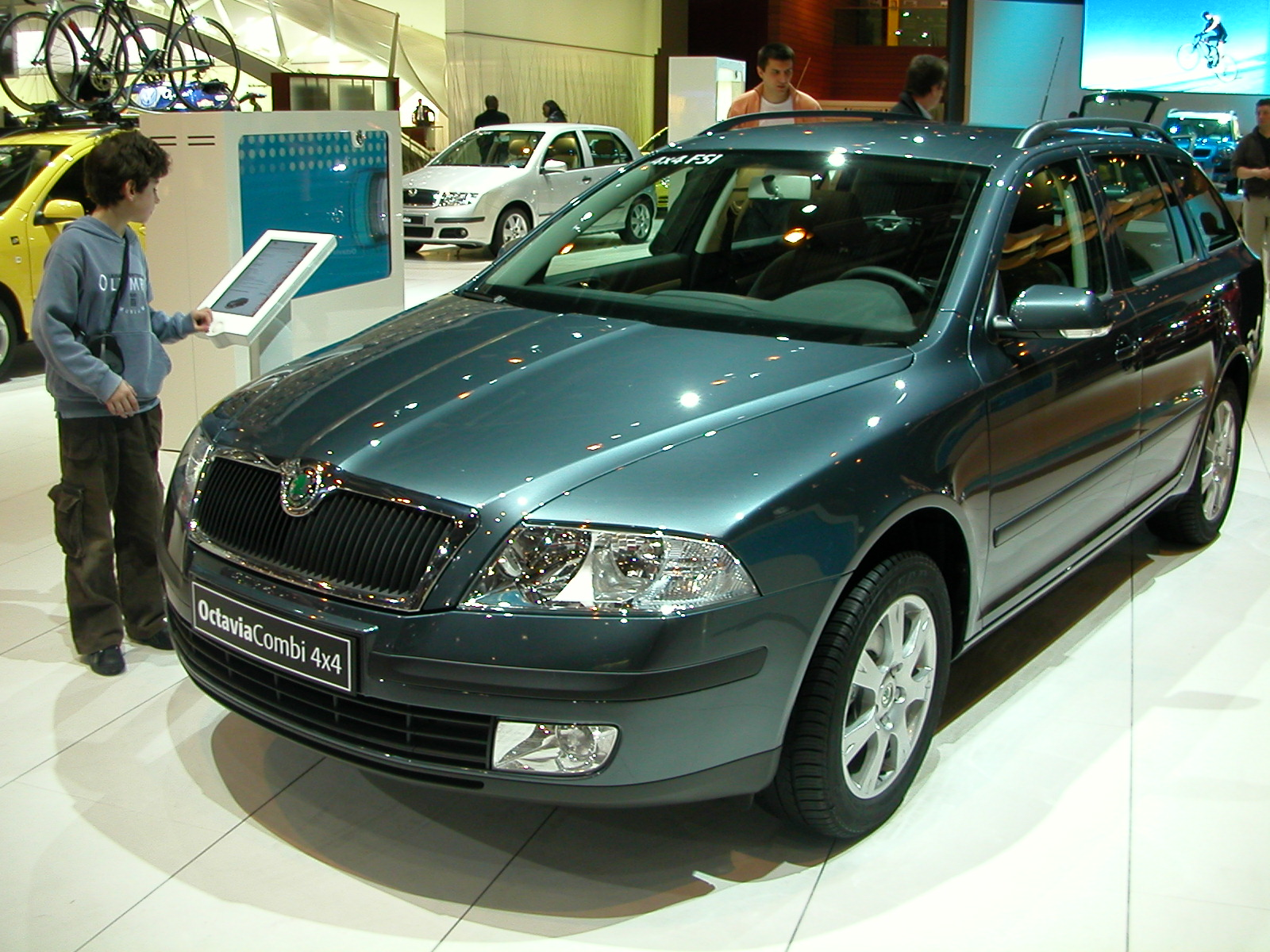
Škoda Octavia II v Ženevě.

Automobilový průmysl patří mezi nejdůležitější průmyslová odvětví v Česku. Produkuje více než 20 % objemu výroby, přímo zaměstnává více než 120 tisíc lidí a při plném využití své kapacity vyprodukuje více než 1,2 milionu osobních automobilů za rok. Celkem průmysl tvoří 35 % českého hospodářství. Velmi významně se také podílí na českém exportu. V lednu 2010 tvořily stroje a dopravní prostředky podíl na vývozu 54,3 %. V roce 2016 se v Česku vyrobilo 1 351 124 motorových vozidel, což bylo meziročně o 8,2% více. Za 1. pololetí 2010 bylo v Česku vyrobeno 559 093 ks vozidel (+18,04 %). Osobních vozidel 556 706 ks, nákladních 579 ks, autobusů 1 228 ks, přípojných 351 ks a 229 ks motorek. Nejprodávanější značkou aut zde je Škoda Auto.
Oblast automobilového průmyslu nabízí jako první možnost uplatnění strategie "Průmysl 4.0".
Zelená dohoda pro Evropu plánuje zákaz prodeje nových osobních automobilů se spalovacími motory po roce 2035 a postupný přechod na elektromobilitu. V případě neúspěchu při přechodu na výrobu elektromobilů by mohl být ohrožen evropský automobilový průmysl. Podle výpočtu poradenské společnosti Deloitte by v případě úplného zániku automobilového průmyslu v Česku mohlo přijít o práci až 1,4 milionu lidí a HDP by klesl o čtvrtinu.

## Automobilový průmysl na Slovensku
Na Slovensku je prodej značek podobný tomu v Česku. Pozice české Škodovky je však na Slovensku významně oslabena. Obecně celého koncernu Volkswagen, resp. německých výrobců. Je to způsobeno jinými vazbami slovenské ekonomiky i samotným vnímáním lidí. Značný vliv zde hraje to, že Německo není sousedním státem Slovenska, což má na německé automobilky negativní vliv. Na rozdíl od Česka se tak ojeté vozy nedovážejí přes hranice (spokojený zákazník pak při výběru nového vozu mnohdy zůstane u stejné značky), není zde populační vazba na Německo (Češi (zejm. z příhraničních oblastí) se mnohdy znají s Němci, kteří často jezdí ve vozech domácí výroby a propagují tak své vozy).

### Nejprodávanější značky na Slovensku v kategorii osobních aut (M1) za roky 2008, 2009, 2010
| Pořadí | Značka     | Počet ks | Podíl na trhu |
| ------ | ---------- | -------- | ------------- |
| 1.     | Škoda      | 12 390   | 19,35 %       |
| 2.     | Volkswagen | 4 451    | 6,95 %        |
| 3.     | Renault    | 4 282    | 6,69 %        |
| 4.     | Kia        | 4 267    | 6,66 %        |
| 5.     | Peugeot    | 3 962    | 6,19 %        |
| 6.     | Citroen    | 3 522    | 5,50 %        |
| 7.     | Hyundai    | 3 336    | 5,21 %        |
| 8.     | Toyota     | 2 923    | 4,56 %        |
| –      | CELKEM:    | 64 033   | 100 %         |

| Pořadí | Značka     | Počet ks | Podíl na trhu |
| ------ | ---------- | -------- | ------------- |
| 1.     | Škoda      | 11 899   | 15,93 %       |
| 2.     | Renault    | 8 826    | 11,81 %       |
| 3.     | Kia        | 5 762    | 7,71 %        |
| 4.     | Peugeot    | 5 561    | 7,44 %        |
| 5.     | Citroen    | 4 820    | 6,45 %        |
| 6.     | Volkswagen | 4 381    | 5,86 %        |
| 7.     | Toyota     | 4 288    | 5,73 %        |
| 8.     | Hyundai    | 3 654    | 4,89 %        |
| –      | CELKEM:    | 74 717   | 100 %         |

| Pořadí | Značka     | Počet ks | Podíl na trhu |
| ------ | ---------- | -------- | ------------- |
| 1.     | Škoda      | 13 780   | 19,67 %       |
| 2.     | Suzuki     | 5 284    | 7,54 %        |
| 3.     | Volkswagen | 5 027    | 7,18 %        |
| 4.     | Peugeot    | 4 530    | 6,47 %        |
| 5.     | Renault    | 4 362    | 6,23 %        |
| 6.     | Citroen    | 4 139    | 5,91 %        |
| 7.     | Ford       | 4 082    | 5,83 %        |
| 8.     | Kia        | 3 902    | 5,57 %        |
| –      | CELKEM:    | 70 040   | 100 %         |

## Evropské statistiky
Po zasažení Evropy celosvětovou hospodářskou krizí se trend otočil a prodej nových vozidel začal klesat.
| Typ vozidla    | 2009       | 2008       | Změna  |
| -------------- | ---------- | ---------- | ------ |
| Osobní         | 14 123 312 | 14 331 790 | -1,5%  |
| Lehká užitková | 1 366 859  | 1 942 206  | -29,6% |
| Nákladní       | 232 220    | 416 667    | -44,3% |
| Autobusy       | 35 594     | 39 922     | -10,8% |
| Celkem         | 15 757 985 | 16 730 585 | -5,8%  |

V Česku bylo v roce 2007 v provozu 4 280 tisíc vozidel. Následující tabulka ukazuje 5 států s největším počtem registrovaných vozů.
| Stát                 | Počet vozidel v provozu |
| -------------------- | ----------------------- |
| Německo              | 41 184                  |
| Itálie               | 35 680                  |
| Francie              | 30 700                  |
| Spojené království   | 30 178                  |
| Španělsko            | 21 760                  |
| V tisících ks (2007) |                         |

## Celosvětové statistiky

### Vývoj světové produkce automobilů

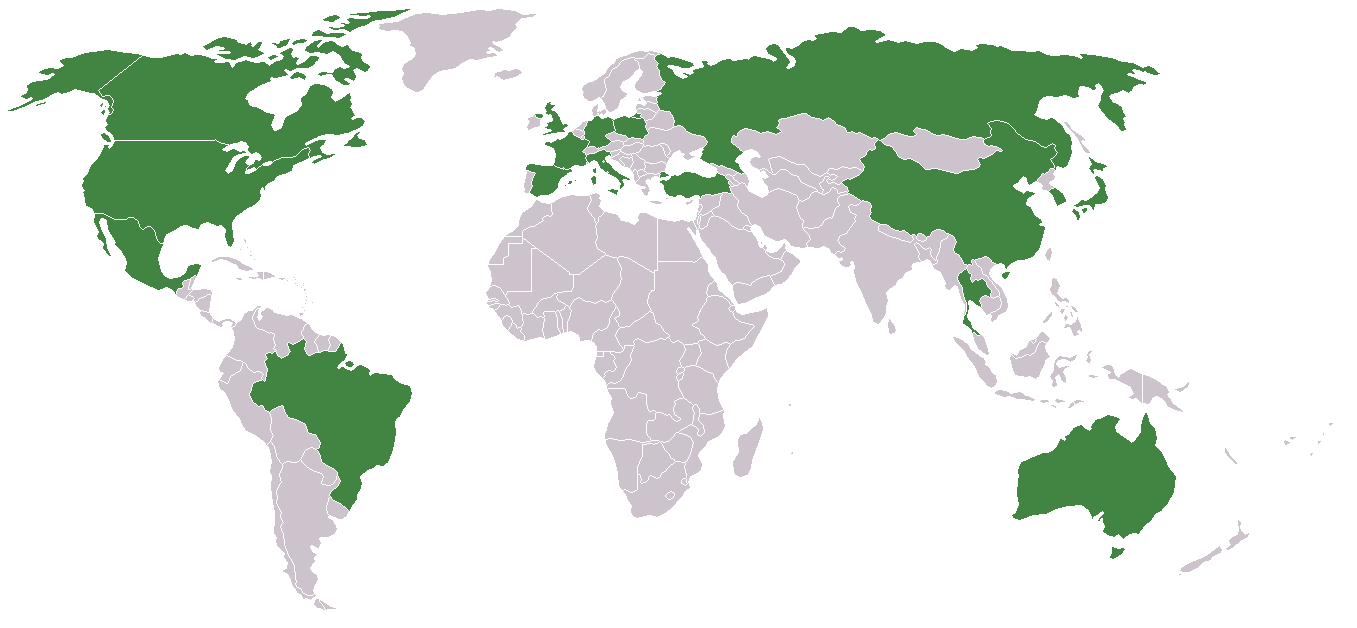
Státy s více než 10 miliony automobily

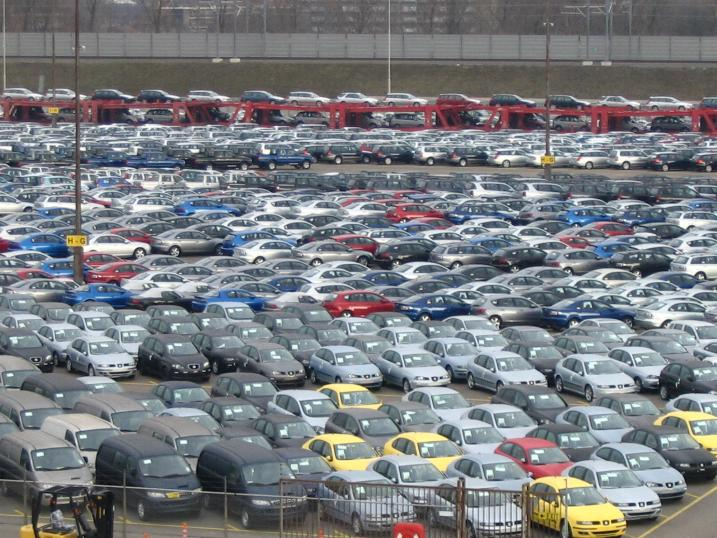
Nová auta v přístavu Rotterdam.

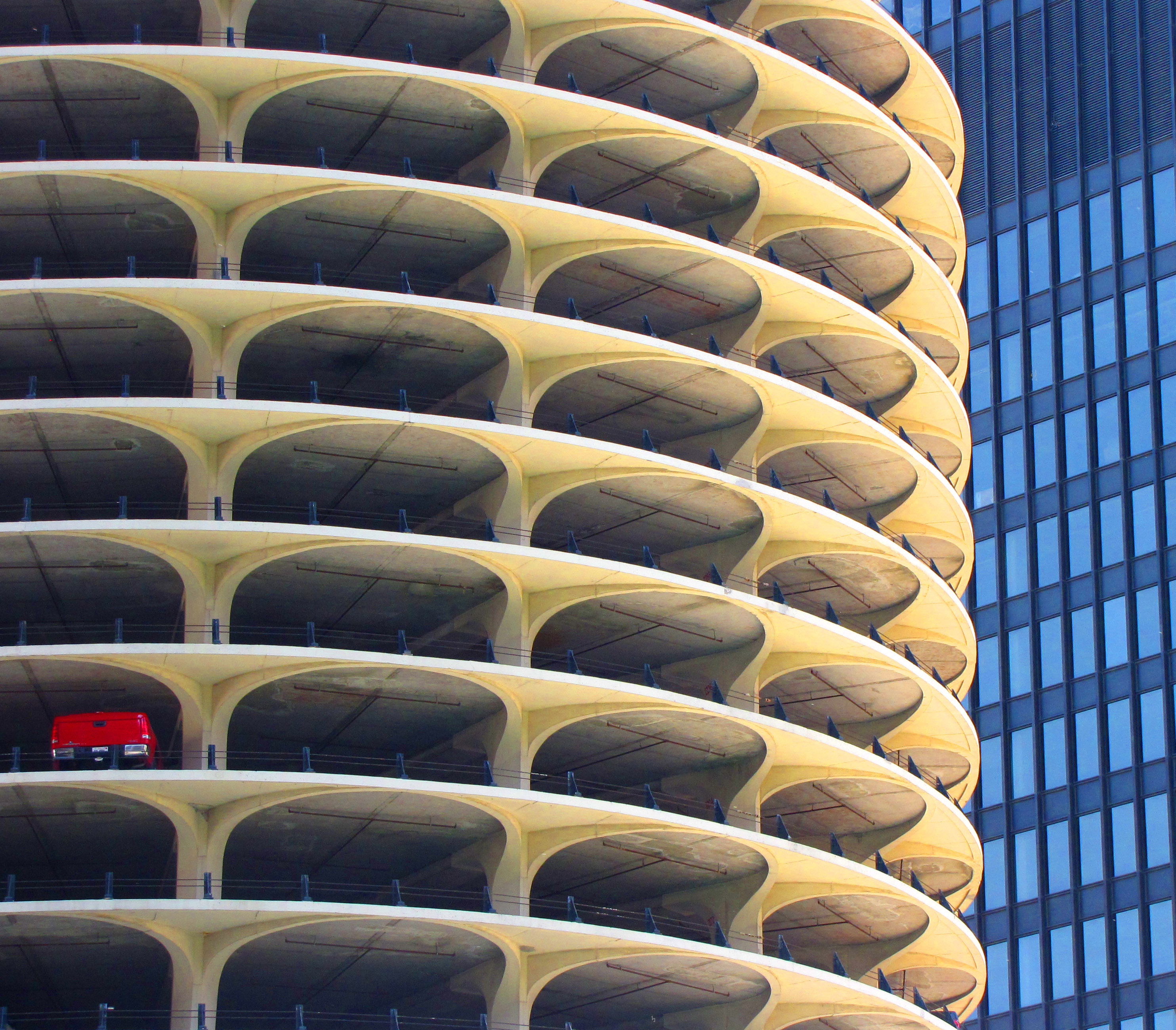
Několikapatrové garáže v Marina City v Chicagu

Celosvětová produkce automobilů v roce 2007 dosáhla 73,3 mil. ks vozidel. Celý automobilový trh následně zasáhla světová hospodářská krize a prodej nových vozidel klesl až na 61 mil. v roce 2009. Od té doby však opět roste a v roce 2014 dosáhla 89,7 milionu kusů.
| Rok                                      | Produkce   | Změna   | Zdroj  |
| ---------------------------------------- | ---------- | ------- | ------ |
| 1997                                     | 52.987.000 |         | [ 71 ] |
| 1998                                     | 57 987 000 | 9,44%   | [ 71 ] |
| 1999                                     | 56 258 892 | -2,98%  | [ 72 ] |
| 2000                                     | 58 374 162 | 3,76%   | [ 73 ] |
| 2001                                     | 56 304 925 | -3,54%  | [ 74 ] |
| 2002                                     | 58 994 318 | 4,78%   | [ 75 ] |
| 2003                                     | 60 663 225 | 2,83%   | [ 76 ] |
| 2004                                     | 64 496 220 | 6,32%   | [ 77 ] |
| 2005                                     | 66 482 439 | 3,08%   | [ 78 ] |
| 2006                                     | 69 222 975 | 4,12%   | [ 79 ] |
| 2007                                     | 73 266 061 | 5,84%   | [ 80 ] |
| 2008                                     | 70 520 493 | -3,75%  | [ 81 ] |
| 2009                                     | 60 986 985 | -13,52% | [ 82 ] |
| 2010                                     | 77 609 901 | 25,8%   | [ 3 ]  |
| 2011                                     | 79 880 920 | 3,0%    | [ 83 ] |
| 2012                                     | 84 239 381 | 5,5%    | [ 84 ] |
| 2013                                     | 87 354 003 | 3,7%    | [ 85 ] |
| 2014                                     | 89 747 430 | 2,6%    | [ 86 ] |
| (Celkem za osobní i nákladní automobily) |            |         |        |

### Počet automobilů na 1000 obyvatel

Počet osobních automobilů na 1000 obyvatel podle států (2011)

Následující tabulka ukazuje počet vozidel na 1000 obyvatel ve vybraných (větších) státech. Údaje z let 2010 - 2011, Rusko a Čína z roku 2014.
| Stát     | Počet aut na 1000 obyvatel |
| -------- | -------------------------- |
| USA      | 809                        |
| Itálie   | 682                        |
| Německo  | 588                        |
| Japonsko | 588                        |
| Polsko   | 580                        |
| Francie  | 578                        |
| Česko    | 485                        |
| Rusko    | 317                        |
| Čína     | 113                        |
| Indie    | 18                         |

### Produkce automobilů podle zemí za rok 2009
Následující tabulka ukazuje státy světa, ve kterých se vyrábějí motorová vozidla. Státy jsou řazeny podle množství vyrobených vozidel v roce 2010. Vzhledem k nízké srovnávací základně z minulého roku zaznamenali významní producenti velké vzrůsty výroby.
| Pořadí | Stát               | Množství vyrobených automobilů v roce 2010 | Procentuální změna oproti roku 2009 |
| ------ | ------------------ | ------------------------------------------ | ----------------------------------- |
| 1      | Čína               | 18 246 667                                 | 32,4%                               |
| -      | Evropská unie      | 16 904 436                                 | 11,7%                               |
| 2      | Japonsko           | 9 625 940                                  | 21,3%                               |
| 3      | USA                | 7 761 440                                  | 35,4%                               |
| 4      | Německo            | 5 905 985                                  | 13,4%                               |
| 5      | Jižní Korea        | 4 271 941                                  | 21,6%                               |
| 6      | Brazílie           | 3 648 358                                  | 14,6%                               |
| 7      | Indie              | 3 536 783                                  | 33,9%                               |
| 8      | Španělsko          | 2 387 900                                  | 10,0%                               |
| 9      | Mexiko             | 2 345 124                                  | 50,2%                               |
| 10     | Francie            | 2 227 374                                  | 8,8%                                |
| 11     | Kanada             | 2 071 026                                  | 39,0%                               |
| 12     | Thajsko            | 1 644 513                                  | 64,6%                               |
| 13     | Írán               | 1 599 454                                  | 14,7%                               |
| 14     | Rusko              | 1 403 244                                  | 93,5%                               |
| 15     | Spojené království | 1 393 463                                  | 27,8%                               |
| 16     | Turecko            | 1 094 557                                  | 25,9%                               |
| 17     | Česko              | 1 076 385                                  | 9,5%                                |
| 18     | Polsko             | 869 376                                    | -1,1%                               |
| 19     | Itálie             | 857 359                                    | 1,7%                                |
| 20     | Argentina          | 716 540                                    | 39,7%                               |
| 21     | Indonésie          | 704 715                                    | 51,6%                               |
| 22     | Malajsie           | 567 715                                    | 16,0%                               |
| 23     | Slovensko          | 556 941                                    | 20,7%                               |
| 24     | Jižní Afrika       | 472 049                                    | 26,2%                               |
| 25     | Rumunsko           | 350 912                                    | 18,4%                               |
| 26     | Belgie             | 338 290                                    | -37,0%                              |
| 27     | Tchaj-wan          | 303 456                                    | 34,1%                               |
| 28     | Austrálie          | 243 495                                    | 7,1%                                |
| 29     | Švédsko            | 217 084                                    | 38,8%                               |
| 30     | Slovinsko          | 205 711                                    | -3,3%                               |
| 31     | Maďarsko           | 167 890                                    | 25,9%                               |
| 32     | Portugalsko        | 158 723                                    | 26,0%                               |
| 33     | Uzbekistán         | 156 880                                    | 33,1%                               |
| 34     | Pákistán           | 152 970                                    | 39,8%                               |
| 35     | Rakousko           | 104 814                                    | 44,9%                               |
| 36     | Nizozemsko         | 94 106                                     | 22,6%                               |
| 37     | Ukrajina           | 83 133                                     | 20,0%                               |
| 38     | Egypt              | 69 060                                     | -25,5%                              |
| 39     | Filipíny           | 63 530                                     | 26,0%                               |
| 40     | Maroko             | 50 000                                     | 7,1%                                |
| 41     | Vietnam            | 32 920                                     | -0,1%                               |
| 42     | Kolumbie           | 28 350                                     | 0,5%                                |
| 43     | Bělorusko          | 16 650                                     | 44,5%                               |
| 44     | Finsko             | 6 500                                      | -40,8%                              |
| 45     | Srbsko             | 6 470                                      | -35,8%                              |
| 46     | Ekvádor            | 5 950                                      | -61,1%                              |
| 47     | Chile              | 4 700                                      | 44,6%                               |
| -      | celosvětově        | 77 609 901                                 | 25,8%                               |

### Tržby největších automobilek v roce 2010
Tabulka ukazuje koncerny s největšími tržbami. V tabulce lze nalézt oproti největším koncernům (viz výše) významné rozdíly. Např. Daimleru zde patří 4. příčka, podle prodaných kusů je však až 12. Je to způsobeno produkcí dražších a luxusnějších vozů (Mercedes-Benz, Maybach).
| Pozice | Výrobce             | Země        | Příjmy v mld. $ |
| ------ | ------------------- | ----------- | --------------- |
| 1.     | Toyota              | Japonsko    | 241,6           |
| 2.     | Volkswagen          | Německo     | 169,5           |
| 3.     | General Motors      | USA         | 135,6           |
| 4.     | Daimler             | Německo     | 130,6           |
| 5.     | Ford                | USA         | 129,0           |
| 6.     | Honda               | Japonsko    | 108,0           |
| 7.     | Nissan              | Japonsko    | 105,5           |
| 8.     | Hyundai             | Jižní Korea | 98,9            |
| 9.     | BMW                 | Německo     | 80,8            |
| 10.    | PSA Peugeot Citroën | Francie     | 74,9            |

### Nejúspěšnější modely
Následující tabulka přináší přehled nejprodávanějších modelů historie automobilů.
| Pořadí | Model             | Počet ks    | Roky výroby  | ø ks/rok | Počet generací |
| ------ | ----------------- | ----------- | ------------ | -------- | -------------- |
| 1.     | Toyota Corolla    | 32 000 000+ | 1966 - dosud | 727 000  | 10             |
| 2.     | Ford F-Series     | 30 000 000+ | 1948 - dosud | 484 000  | 12             |
| 3.     | Volkswagen Golf   | 25 000 000+ | 1974 - dosud | 694 000  | 7              |
| 4.     | Volkswagen Brouk  | 22 300 000+ | 1938–2003    | 343 000  | 1              |
| 5.     | Ford Escort       | 20 000 000+ | 1968–2000    | 625 000  | 6              |
| 6.     | Honda Civic       | 17 700 000+ | 1972 - dosud | 466 000  | 8              |
| 7.     | Ford T            | 16 500 000+ | 1908–1927    | 868 000  | 1              |
| 8.     | Honda Accord      | 15 800 000+ | 1976 - dosud | 359 000  | 8              |
| 9.     | Volkswagen Passat | 14 100 000+ | 1973 - dosud | 300 000  | 6              |
| 10.    | Chevrolet Impala  | 14 000 000+ | 1958 - dosud | 269 000  | 9              |